# 14 kwietnia
14 kwietnia jest 104. (w latach przestępnych 105.) dniem w kalendarzu gregoriańskim. Do końca roku pozostaje 261 dni.

## Święta
- Imieniny obchodzą: Ardalion, Ernestyna, Izabela, Jadwiga, Julianna, Justyna, Krzysztof, Lambert, Lamberta, Lawinia, Lawiniusz, Maksym, Maria, Myślimir, Piotr, Symplicja, Tomaida, Trofim, Tyburcja, Tyburcjusz, Tyburcy i Walerian.
- Angola – Dzień Młodzieży
- Gruzja – Dzień Języka Gruzińskiego
- Haiti, Honduras – Święto Ameryki
- Polska – Święto Chrztu Polski, Dzień Ludzi Bezdomnych
- Uganda – Dzień Upadku Idi Amina Dady
- Sikhizm – święto urodzaju Baisakhi i rocznica założenia Khalsy
- Wspomnienia i święta w Kościele katolickim obchodzą[1][2]:
  - św. Ludwina z Schiedam
  - św. Tomaida (męczennica)
  - św. Walerian i towarzysze: brat św. Tyburcjusz i św. Maksym, żołnierz rzymski (męczennicy)

## Wydarzenia w Polsce

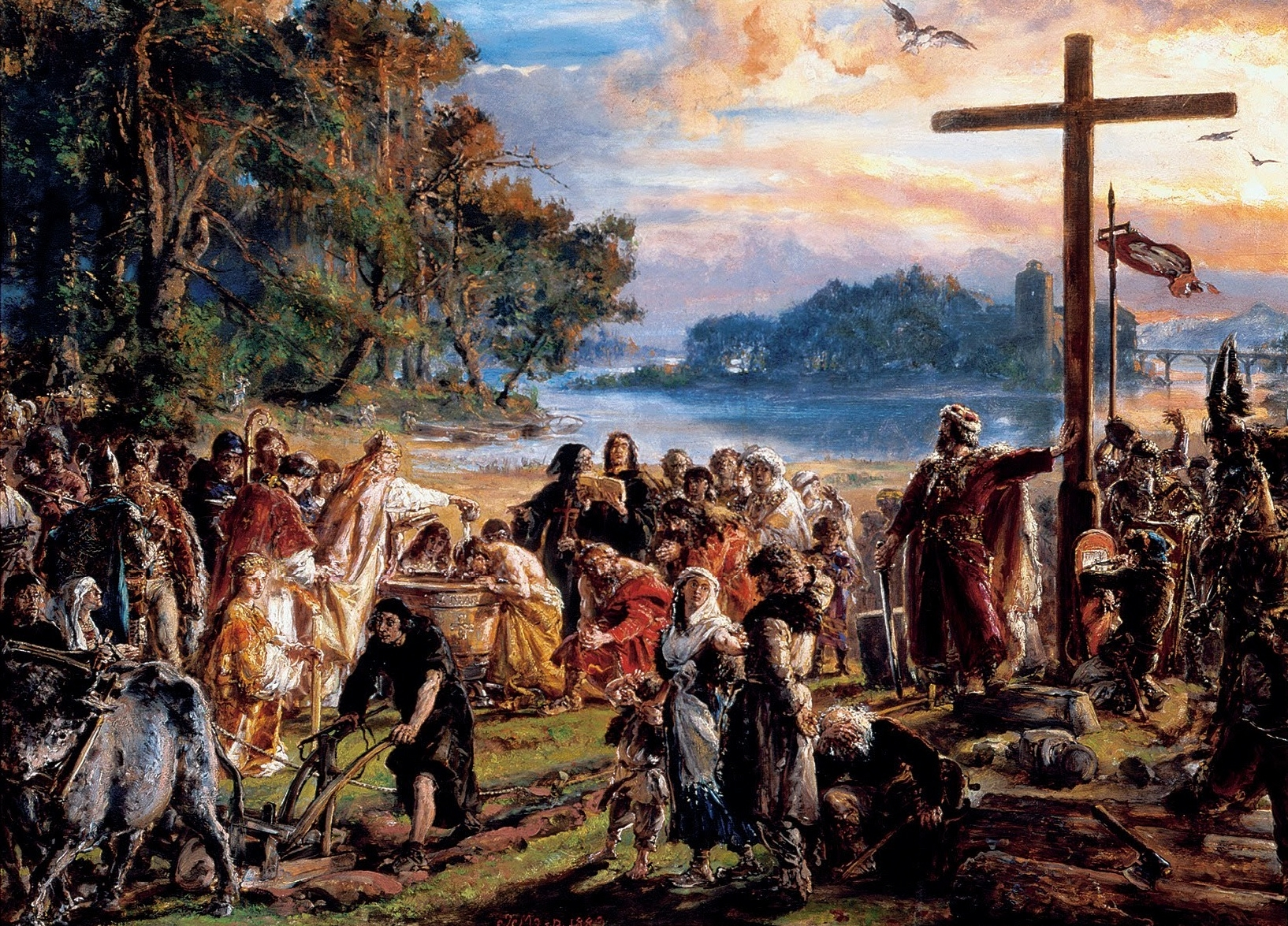
Zaprowadzenie chrześcijaństwa – obraz Jana Matejki z 1889

- 966 – (data symboliczna) Książę Mieszko I wraz ze swoim dworem przyjął chrzest – początek chrystianizacji Polski.
- 1258 – Książę Władysław Opolski ufundował klasztor dominikanów w Raciborzu.
- 1430 – Grupa rycerzy-rozbójników pochodzących z Moraw, Czech i Śląska dokonała napadu na klasztor paulinów na Jasnej Górze, zabijając kilku zakonników, łupiąc część kosztowności i uszkadzając obraz Czarnej Madonny.
- 1570 – Podpisano zgodę sandomierską gwarantującą wszystkim odmianom protestantyzmu (z wyłączeniem braci polskich) wzajemną tolerancję religijną.
- 1639 – Poświęcono kościół Świętego Krzyża w Nysie.
- 1665 – Na zamku w Korsuniu polska załoga pod dowództwem starosty Samuela Leszczyńskiego i komendanta Jana Dennemarka obroniła się przed atakiem kozackim, jednak budynek uległ spaleniu.
- 1792 – Franciszek Wielopolski został pierwszym prezydentem Krakowa.
- 1809 – Wojska austriackie przekroczyły granicę na Pilicy; początek wojny polsko-austriackiej.
- 1810 – Dekretem Fryderyka Augusta I została powołana Rządowa Dyrekcja Teatru – naczelna władza teatrów Księstwa Warszawskiego.
- 1845 – W Ostrowie Wielkopolskim założono Królewskie Katolickie Gimnazjum zwane później Wielkopolską Szkołą Edukacji Narodowej.
- 1848 – Wiosna Ludów: powstała Rada Narodowa Lwowska.
- 1863 – Powstanie styczniowe: klęska powstańców w bitwie pod Budą Zaborowską.
- 1884 – Założono Koło Przyrodników Studentów Uniwersytetu Jagiellońskiego.
- 1924 – Prezydent RP Stanisław Wojciechowski wydał rozporządzenie o zmianie ustroju pieniężnego – złoty miał zastąpić markę polską.
- 1927 – Oficerska Szkoła Lotnictwa została przeniesiona z Grudziądza do Dęblina.
- 1929 – Kazimierz Świtalski został mianowany na urząd premiera.
- 1934:
  - Na Politechnice Warszawskiej podpisano deklarację ideową Obozu Narodowo-Radykalnego.
  - Założono klub piłkarski Hetman Zamość.
- 1940:
  - Druga deportacja Polaków z terenów zajętych przez ZSRR.
  - W okolicach Serokomli koło Łukowa oddziały niemieckie, w odwecie za zabicie pięcioosobowej rodziny niemieckiego kolonisty, przeprowadziły obławę podczas której schwytano a następnie rozstrzelano we wsi Józefów Duży 217 osób.
- 1944 – Uzbrojeni polscy mieszkańcy odparli atak oddziału UPA na wieś Bitków położoną w dawnym województwie stanisławowskim.
- 1950:
  - Polska i Mongolia nawiązały stosunki dyplomatyczne.
  - Prymas Stefan Wyszyński podpisał w imieniu Episkopatu Polski porozumienie z władzami komunistycznymi. Kościół polski, w zamian za zagwarantowanie nauczania religii w szkołach i funkcjonowanie Katolickiego Uniwersytetu Lubelskiego, uznał granice Ziem Odzyskanych i potępił „bandy podziemia”.
- 1958 – Dokonano oblotu samolotu rolniczego PZL-101 Gawron.
- 1968 – Premiera filmu Wilcze echa w reżyserii Aleksandra Ścibora-Rylskiego.
- 1985 – W Krakowie utworzono ruch Wolność i Pokój.
- 1986 – Premiera filmu Dziewczęta z Nowolipek w reżyserii Barbary Sass.
- 1988 – W Warszawie odbyło się spotkanie założycielskie Białoruskiego Zrzeszenia Studentów.
- 1996 – Proklamowano Dzień Ludzi Bezdomnych.

## Wydarzenia na świecie
- 43 p.n.e. – W bitwie pod Forum Gallorum wojska senackie pokonały zwolenników Gajusza Juliusza Cezara.
- 69 – W bitwie pod Bedriacum uzurpator Witeliusz odniósł zwycięstwo nad wojskami cesarza rzymskiego Marka Salwiusza Otona, który po bitwie popełnił samobójstwo.
- 972 – W Rzymie odbył się ślub cesarza rzymskiego Ottona II i księżniczki bizantyńskiej Teofano.
- 1028 – Henryk III Salicki został koronowany na króla Niemiec.
- 1205 – Bułgarzy odnieśli miażdżące zwycięstwo nad wojskami Cesarstwa Łacińskiego w bitwie pod Adrianopolem.
- 1312 – Margrabia brandenburski Waldemar Wielki zmusił wziętego w niewolę margrabiego Miśni Fryderyka I do podpisania układu pokojowego w Tangermünde.
- 1362 – Zakon krzyżacki zajął zamek w Kownie, broniony przez Wojdata.
- 1434 – Położono kamień węgielny pod budowę katedry św. Piotra i Pawła we francuskim Nantes.
- 1457 – Stefan III Wielki został koronowany na hospodara mołdawskiego.
- 1471 – Wojna Dwóch Róż: zwycięstwo wojsk Edwarda IV Yorka nad siłami hrabiego Warwick Richarda Neville’a w bitwie pod Barnet.
- 1561 – Nad Norymbergą zaobserwowano zjawisko atmosferyczne lub niezidentyfikowane obiekty latające.
- 1574 – Wojna osiemdziesięcioletnia: zwycięstwo wojsk hiszpańskich nad niderlandzkimi rebeliantami w bitwie pod Mook.
- 1632 – Wojna trzydziestoletnia: rozpoczęła się bitwa pod Rain am Lech.
- 1639 – Wojna trzydziestoletnia: zwycięstwo wojsk szwedzkich nad sasko-austriackimi w bitwie pod Chemnitz.
- 1672 – Maulaj Isma’il został koronowany na sułtana Maroka.
- 1783 – W Berlinie odbyła się premiera dramatu Natan mędrzec Gottholda Ephraima Lessinga.
- 1784 – Następca duńskiego tronu książę Fryderyk VI Oldenburg, zastępujący chorego psychicznie ojca Chrystiana VII, obalił ministra Ove Høegh-Guldberga i przejął pełnię władzy w kraju.
- 1799 – W Wielkiej Brytanii założono Church Mission Society.
- 1834 – Powstanie w Paryżu: wojsko dokonało masakry kilkudziesięciu, niebiorących udziału w zamieszkach mieszkańców kamienicy przy ulicy Transnonain.
- 1842 – Juan José Guzmán został prezydentem Salwadoru.
- 1845 – Położono kamień węgielny pod budowę ewangelickiego kościoła Pokoju w Poczdamie.
- 1847 – Podpisano persko-osmański traktat w Erzurum.
- 1849 – Przywódca rewolucji węgierskiej Lajos Kossuth ogłosił w Debreczynie deklarację niepodległości i detronizację Habsburgów, przyjęte 19 kwietnia przez węgierski Sejm.
- 1861 – Wojna secesyjna: zwycięstwo wojsk konfederackich w bitwie o Fort Sumter.
- 1864 – Wojna Chile i Peru z Hiszpanią: hiszpańska eskadra zajęła peruwiańskie wyspy Chincha z bogatymi złożami guana, przynoszącymi ok. 60% dochodów gospodarki peruwiańskiej.
- 1865:
  - W Teatrze Forda w Waszyngtonie prezydent USA Abraham Lincoln został postrzelony w głowę przez aktora Johna Wilkesa Bootha, w wyniku czego zmarł następnego dnia w pobliskim pensjonacie.
  - Zmarł na skutek przepicia prezydent Gwatemali Rafael Carrera. P.o. prezydenta został Pedro de Aycinena.
- 1876 – Na zebraniu we wsi Oboriszte bułgarscy spiskowcy należący do panagjurskiego okręgu powstańczego zdecydowali, że przygotowywane powstanie narodowe rozpocznie się 30 kwietnia tego roku. Jednocześnie dopuszczono możliwość jego wcześniejszego wybuchu, gdyby zaistniało niebezpieczeństwo rozbicia spisku przez władze osmańskie.
- 1883 – W Paryżu odbyła się premiera opery Lakmé z muzyką Léo Delibesa do libretta Edmonda Gondineta i Philippe’a Gille’a.
- 1895 – 21 osób zginęło w trzęsieniu ziemi w Lublanie.
- 1896 – W USA opatentowano płatki kukurydziane.
- 1897 – Papież Leon XIII podniósł diecezję Montevideo do rangi archidiecezji metropolitalnej.
- 1900:
  - W Paryżu otwarto Wystawę Światową.
  - W Paryżu założono Międzynarodową Unię Kolarską (UCI).
- 1903 – Założono szkocki klub piłkarski Aberdeen F.C.
- 1905 – Johan Ramstedt został premierem Szwecji.
- 1909:
  - Rozpoczęła się masakra ludności ormiańskiej w mieście Adana i innych miejscowościach wilajetu Adana w Imperium Osmańskim, podczas której zginęło od 20 000 do 25 000 osób.
  - Założono Anglo-Persian Oil Company (obecnie koncern BP).
- 1912:
  - Tuż przed północą parowiec RMS „Titanic” zderzył się na północnym Atlantyku z górą lodową i zaczął nabierać wody.
  - Założono brazylijski klub piłkarski Santos FC.
- 1916 – Bułgaria przyjęła kalendarz gregoriański.
- 1917 – Podjęto decyzję o organizacji Czerwonej Gwardii.
- 1921:
  - István Bethlen został premierem Węgier.
  - Z okazji setnej rocznicy proklamowania niepodległości, na mocy dekretu prezydenta Augusto B. Leguíi wznowiono nadawanie Orderu Słońca Peru.
- 1922 – Oddziały IRA dowodzone przez Rory’ego O’Connora, który sprzeciwiał się podpisanemu porozumieniu angielsko-irlandzkiemu, rozpoczęły okupację gmachu sądowego Four Courts w Dublinie.
- 1927 – Rozpoczęła się seryjna produkcja pierwszego samochodu osobowego marki Volvo – ÖV4.
- 1929 – Odbył się pierwszy wyścig samochodowy o Grand Prix Monako.
- 1930 – Działacz niepodległościowy i przyszły pierwszy premier Indii Jawaharlal Nehru został aresztowany przez brytyjskie władze kolonialne.
- 1931:
  - Heinrich Sahm został burmistrzem Berlina.
  - Proklamowano Drugą Republikę Hiszpańską.
  - Proklamowano Republikę Katalońską.
  - Reijirō Wakatsuki został po raz drugi premierem Japonii.
  - Założono hiszpański klub piłkarski Granada CF.
- 1935 – Potężna burza piaskowa przeszła przez amerykańskie stany Nowy Meksyk, Kolorado i Oklahoma. Zdarzenie to i pozostałe burze piaskowe z tego okresu upamiętnił amerykański pieśniarz folkowy Woody Guthrie w albumie Dust bowl ballads.
- 1936 – II wojna włosko-abisyńska: rozpoczęła się Bitwa o Ogaden.
- 1938 – Hiszpańska wojna domowa: rozpoczęła się bitwa pod Bielsą.
- 1939:
  - Węgry wystąpiły z Ligi Narodów.
  - W USA ukazała się powieść Grona gniewu Johna Steinbecka.
- 1940 – Kampania norweska: pod Narwikiem wylądowały brytyjsko-francusko-polskie siły ekspedycyjne.
- 1942 – Bitwa o Atlantyk: amerykański niszczyciel zatopił u wybrzeży Karoliny Północnej niemiecki okręt podwodny U-85, w wyniku czego zginęła cała, 46-osobowa załoga.
- 1943 – Przebywający w niewoli w niemieckim obozie koncentracyjnym Sachsenhausen syn Józefa Stalina Jakow Dżugaszwili zginął od postrzału lub porażenia prądem, gdy po odmowie udania się do baraku rzucił się na ogrodzenie.
- 1944 – Brytyjski frachtowiec „Fort Stikine” z 800 tonami amunicji eksplodował w porcie w Bombaju, w wyniku czego zginęło około 800 osób, a około 3000 zostało rannych.
- 1945:
  - Bitwa o Atlantyk: w cieśninie Skagerrak niemiecki okręt podwodny U-235 z 47-osobową załogą został zatopiony przez kuter torpedowy T-17 w wyniku bratobójczego ataku bombami głębinowymi.
  - Założono klub piłkarski Aurora Gwatemala.
- 1948 – Amerykanie przeprowadzili pierwszy test bomby atomowej na atolu Eniwetok (operacja „Sandstone”).
- 1954 – Założono cypryjski klub sportowy Apollon Limassol.
- 1956 – W Chicago zaprezentowano pierwszy magnetowid.
- 1958 – Nad Bornholmem spłonął w atmosferze Sputnik 2 z martwym psem Łajką.
- 1962 – Georges Pompidou został premierem Francji.
- 1965:
  - 26 osób zginęło, a jedna została ranna w katastrofie należącego do British United Airways samolotu Douglas C-47 Skytrain na Jersey (Wyspy Normandzkie).
  - Jo Cals został premierem Holandii.
- 1967:
  - Jenő Fock został premierem Węgier.
  - Ppłk Gnassingbé Eyadéma został prezydentem Togo.
- 1969:
  - Odbyła się 41. ceremonia wręczenia Oscarów.
  - Rozegrano pierwszy w historii mecz Major League Baseball na terenie Kanady (Montreal Expos – St. Louis Cardinals 8:7).
  - W Moskwie rozpoczął się mecz o szachowe mistrzostwo świata między obrońcą tytułu Tigranem Petrosjanem i pretendentem Borisem Spasskim (obaj z ZSRR).
- 1971:
  - Premiera francuskiej komedii filmowej Zawieszeni na drzewie w reżyserii Serge’a Korbera.
  - Utworzono Park Narodowy Oiseaux du Djoudj w Senegalu.
- 1975:
  - 97,55% spośród głosujących w referendum królestwa Sikkim w Himalajach opowiedziało się za zniesieniem monarchii i przyłączeniem do Indii jako ich stan.
  - Siły Powietrzne Izraela otrzymały pierwszy seryjny egzemplarz myśliwca krajowej produkcji IAI Kfir.
- 1980:
  - Odbyła się 52. ceremonia wręczenia Oscarów.
  - Ukazał się debiutancki album brytyjskiej grupy Iron Maiden pt. Iron Maiden.
- 1981 – Zakończyła się misja STS-1 wahadłowca Columbia.
- 1986 – W Bangladeszu 92 osoby zginęły w wyniku opadu rekordowo ciężkich (1,02 kg) kul gradowych.
- 1988 – Afganistan, Pakistan, USA i ZSRR podpisały w Genewie porozumienie dotyczące zakończenia konfliktu w Afganistanie.
- 1994 – 29 żołnierzy i cywilów zginęło w północnym Iraku wskutek omyłkowego ostrzelania dwóch własnych helikopterów UH-60 Black Hawk przez amerykańskie myśliwce F-15.
- 1999:
  - 75 osób zginęło w zbombardowanym przez samoloty NATO konwoju albańskich uchodźców w zachodniej części Kosowa.
  - Odbył się ostatni lot rosyjskiego naddźwiękowego samolotu pasażerskiego Tu-144.
- 2002:
  - W Barranquilli doszło do nieudanego zamachu bombowego na Álvaro Uribe, kandydata w wyborach prezydenckich i późniejszego prezydenta Kolumbii. Zginęły 3 osoby, a kilkanaście zostało rannych.
  - W pierwszych po odzyskaniu niepodległości wyborach prezydenckich na Timorze Wschodnim zwyciężył Xanana Gusmão.
- 2003 – Ostatecznie zakończono projekt poznania ludzkiego genomu, w ramach którego zsekwencjonowano 99% genomu człowieka z 99,99% dokładnością.
- 2006 – Ehud Olmert został premierem Izraela.
- 2007:
  - W samobójczym zamachu bombowym na przystanku autobusowym w irackiej Karbali zginęło 47 osób, a ponad 220 zostało rannych.
  - Wysadzono w powietrze starą skocznię narciarską w niemieckim Garmisch-Partenkirchen.
- 2009 – Gordon Bajnai został premierem Węgier.
- 2010:
  - 2698 osób zginęło, a 12 tys. zostało rannych w wyniku trzęsienia ziemi, które nawiedziło chińską prowincję Qinghai.
  - Doszło do erupcji wulkanu Eyjafjöll na Islandii, która spowodowała paraliż komunikacji lotniczej w Europie.
- 2011 – Adil Safar został premierem Syrii.
- 2013 – W przedterminowych wyborach prezydenckich w Wenezueli zwyciężył dotychczasowy tymczasowy szef państwa Nicolás Maduro, pokonując Henrique Caprilesa Radonskiego.
- 2016:
  - 9 osób zginęło, a ponad 1100 zostało rannych w wyniku trzęsienia ziemi, które nawiedziło japońskie miasto Kumamoto.
  - Wołodymyr Hrojsman został premierem Ukrainy.
- 2021 – Po rezygnacji Josepha Jouthe’a p.o. premiera Haiti został minister spraw zagranicznych i ds. wyznań Claude Joseph.
- 2022 – Inwazja Rosji na Ukrainę: rosyjski krążownik rakietowy „Moskwa” zatonął po trafieniu go poprzedniego dnia dwoma ukraińskimi przeciwokrętowymi pociskami manewrującymi Neptun.
- 2023:
  - Ukazał się album 72 Seasons amerykańskiej grupy Metallica.
  - Z Gujańskiego Centrum Kosmicznego została wystrzelona rakieta Ariane 5 z sondą Europejskiej Agencji Kosmicznej (ESA) Jupiter Icy Moon Explorer, której zadaniem jest przebadanie księżyców Jowisza: Ganimedesa, Kallisto i Europy.
- 2024 – W odwecie za wcześniejszy izraelski atak na irańską ambasadę i konsulat w Damaszku, w wyniku którego śmierć ponieśli wysocy oficerowie Korpusu Strażników Rewolucji Islamskiej, w nocy z 13 na 14 kwietnia Iran i jego regionalni sojusznicy (Hezbollah, ruch Huti i Islamski Ruch Oporu w Iraku) przeprowadzili zmasowany atak rakietowy na Izrael.

## Urodzili się
- 216 – Mani, perski reformator religijny, twórca manicheizmu (zm. ok. 276)
- 1204 – Henryk I, król Kastylii (zm. 1217)
- 1266 – Henryk II Lew, książę Meklemburgii (zm. 1329)
- 1336 – Go-Kōgon, cesarz Japonii (zm. 1374)
- 1371 – Maria Andegaweńska, królowa Węgier (zm. 1395)
- 1527 – Abraham Ortelius, flamandzki geograf, kartograf, historyk (zm. 1598)
- 1572 – Adam Tanner(inne języki), austriacki matematyk, filozof (zm. 1632)
- 1578 – Filip III Habsburg, król Hiszpanii (zm. 1621)
- 1629 – Christiaan Huygens, holenderski matematyk, fizyk teoretyczny i doświadczalny, astronom, inżynier-wynalazca, wykładowca akademicki (zm. 1695)
- 1672 – Louis Phélypeaux, francuski arystokrata, polityk (zm. 1725)
- 1675 – Marquard Ludwig von Printzen, pruski arystokrata, polityk, dyplomata (zm. 1725)
- 1699 – Fryderyk III, książę Saksonii-Gothy-Altenburga, regent Saksonii-Weimaru-Eisenach (zm. 1772)
- 1709 – Charles Collé, francuski dramaturg, autor piosenek (zm. 1783)
- 1715 – Paolo Francesco Giustiniani, włoski duchowny katolicki, biskup Treviso (zm. 1798)
- 1738 – William Cavendish-Bentinck, brytyjski arystokrata, polityk, premier Wielkiej Brytanii (zm. 1809)
- 1741 – Momozono, cesarz Japonii (zm. 1762)
- 1745 – Dienis Fonwizin, rosyjski komediopisarz, satyryk (zm. 1792)
- 1754 – Nikołaj Rumiancew, rosyjski hrabia, polityk (zm. 1826)
- 1756 – Joseph-Alexandre de Ségur(inne języki), francuski wojskowy, dramaturg (zm. 1805)
- 1759 – Walerian Stroynowski, polski szlachcic, polityk, ekonomista (zm. 1834)
- 1765 – Augusta Wilhelmina Maria Hessen-Darmstadt, księżna Palatynatu-Zweibrücken (zm. 1796)
- 1766 – Samuel Johannes Pauly, francuski rusznikarz pochodzenia szwajcarskiego (zm. 1824)
- 1768 – Mateusz Zwierzchowski, polski dyrygent, organista, kompozytor (ur. 1720)
- 1769 – Barthélemy Catherine Joubert, francuski generał (zm. 1799)
- 1773 – Jean-Baptiste de Villèle, francuski arystokrata, polityk, premier Królestwa Francji (zm. 1854)
- 1780 – Edward Hicks, amerykański malarz (zm. 1849)
- 1796 – Jan Nepomucen Nowakowski, polski aktor, śpiewak (zm. 1865)
- 1798 – Frederick Spencer, brytyjski arystokrata, wojskowy, polityk (zm. 1857)
- 1799 – Franciszek Kaupowicz, polski duchowny katolicki, działacz narodowy (zm. 1871)
- 1803:
  - Friedrich von Amerling, austriacki malarz portrecista (zm. 1887)
  - Leontyna Halpertowa, polska aktorka, tłumaczka (zm. 1895)
- 1805 – Stanisław Wysocki, polski inżynier, malarz (zm. 1868)
- 1807 – Florian-Jules-Félix Desprez, francuski duchowny katolicki, arcybiskup Tuluzy, kardynał (zm. 1895)
- 1810 – Joannes Baptista Swinkels, holenderski duchowny katolicki, wikariusz apostolski Gujany Holenderskiej (zm. 1875)
- 1812 – George Edward Grey, brytyjski wojskowy, administrator kolonialny (zm. 1898)
- 1817 – Georg von Kameke, pruski generał piechoty, polityk (zm. 1893)
- 1818 – Maria z Saksonii-Altenburga, królowa Hanoweru (zm. 1907)
- 1819 – Per Hagbø, norweski morderca (zm. 1842)
- 1824 – Jan Peucker, rosyjski oficer pochodzenia kurlandzkiego (zm. 1861)
- 1826:
  - John Bunyan Bristol, amerykański malarz (zm. 1909)
  - Jan Minkiewicz, rosyjski chirurg, urzędnik państwowy pochodzenia polskiego (zm. 1897)
- 1827 – Augustus Lane-Fox Pitt-Rivers, brytyjski generał, archeolog (zm. 1900)
- 1831 – Gerhard Rohlfs, niemiecki podróżnik (zm. 1896)
- 1835 – Jan Walery Jędrzejewicz, polski astronom, lekarz (zm. 1887)
- 1837 – Walery Rzewuski, polski fotograf, działacz społeczny, radny krakowski (zm. 1888)
- 1840 – Isabella Stewart Gardner, amerykańska filantropka, kolekcjonerka i mecenas sztuki pochodzenia brytyjskiego (zm. 1924)
- 1842:
  - Wojciech Baudiss, polski jezuita, Sługa Boży (zm. 1926)
  - Catherine Eddowes, Angielka, ofiara Kuby Rozpruwacza (zm. 1888)
- 1844 – Edoardo Bassini, włoski chirurg (zm. 1924)
- 1850:
  - Siergiej Alferaki, rosyjski ornitolog, entomolog (zm. 1918)
  - Hermann Kuhnt, niemiecki okulista (zm. 1925)
- 1853 – Franciszek Spinelli, włoski duchowny katolicki, święty (zm. 1913)
- 1861 – Stefan Szolc-Rogoziński, polski podróżnik, badacz Afryki, odkrywca (zm. 1896)
- 1862 – Piotr Stołypin, rosyjski polityk, premier Rosji (zm. 1911)
- 1864 – Artur Văitoianu, rumuński generał, polityk, premier Rumunii (zm. 1956)
- 1870:
  - Wiktor Borisow-Musatow, rosyjski malarz (zm. 1905)
  - Nəriman Nərimanov, azerski prozaik, dramaturg, publicysta, działacz bolszewicki, polityk, przewodniczący Rady Komisarzy Ludowych Azerbejdżańskiej SRR (zm. 1925)
- 1871 – Henri Fournier, francuski kierowca wyścigowy, projektant torów wyścigowych (zm. 1919)
- 1872 – Konstanty Prus, polski pisarz, publicysta, działacz narodowy na Górnym Śląsku (zm. 1961)
- 1874 – Aleksander Cambridge, członek brytyjskiej rodziny królewskiej, polityk kolonialny (zm. 1957)
- 1876:
  - Henryk Barciński, polski przemysłowiec, działacz gospodarczy, społeczny i oświatowy (zm. 1940)
  - Józefat Błyskosz, polski rolnik, publicysta, polityk, poseł na Sejm Ustawodawczy i senator RP (zm. 1947)
- 1877:
  - Max Marcuse, niemiecki dermatolog, seksuolog pochodzenia żydowskiego (zm. 1963)
  - Justyn Orona Madrigal, meksykański duchowny katolicki, męczennik, święty (zm. 1928)
- 1878 – August Borms, flamandzki nacjonalista, kolaborant (zm. 1946)
- 1879:
  - James Branch Cabell, amerykański pisarz (zm. 1958)
  - Rita von Gaudecker, niemiecka pisarka (zm. 1968)
  - Walerian Górski, polski działacz ludowy, polityk, poseł na Sejm Ustawodawczy (zm. 1939)
- 1881 – Henryk Grossmann, polsko-niemiecki ekonomista, historyk, wykładowca akademicki pochodzenia żydowskiego (zm. 1950)
- 1882:
  - Moritz Schlick, niemiecki filozof, wykładowca akademicki (zm. 1936)
  - Rudolf Watzl, austriacki zapaśnik, żołnierz (zm. 1915)
- 1883:
  - Gustav Janke, niemiecki kolarz torowy (zm. 1959)
  - Karl Menckhoff, niemiecki pilot wojskowy, as myśliwski (zm. 1948)
  - Waleria Suzin, polska tancerka (zm. 1974)
- 1884:
  - Leon Borowski, polski inżynier, specjalista budowy dróg, wykładowca akademicki (zm. 1951)
  - Tadeusz Czapczyński, polski historyk literatury, nauczyciel (zm. 1958)
  - Filip (Stawicki), rosyjski biskup prawosławny (zm. 1952)
- 1885:
  - Stanisław Jakubowski, polski malarz, grafik, pedagog (zm. 1964)
  - Szymon Rak-Michajłowski, białoruski nauczyciel, działacz białoruskiej mniejszości narodowej, polityk, poseł na Sejm RP (zm. 1938)
  - Józef Wasowski, polski dziennikarz, polityk pochodzenia żydowskiego, poseł do Krajowej Rady Narodowej i na Sejm Ustawodawczy (zm. 1947)
- 1886:
  - Rudolf Berliner, niemiecki historyk sztuki, muzealnik pochodzenia żydowskiego (zm. 1967)
  - Ernst Robert Curtius, niemiecki historyk literatury, eseista (zm. 1956)
  - Hans Demel, austriacki adwokat, egipotolog, muzealnik (zm. 1951)
  - Edward Tolman, amerykański psycholog, wykładowca akademicki (zm. 1959)
  - Árpád Tóth, węgierski poeta, tłumacz (zm. 1928)
- 1887:
  - Władysław Jaroszewicz, polski urzędnik państwowy, komisarz rządu RP na miasto stołeczne Warszawę (zm. 1947)
  - Per Kinde, szwedzki strzelec sportowy (zm. 1924)
- 1888:
  - Rasmus Birkeland, norweski żeglarz sportowy (zm. 1972)
  - Leonid Bułachowski, rosyjski językoznawca, slawista, wykładowca akademicki (zm. 1961)
  - Sigfried Giedion, szwajcarski historyk architektury, wykładowca akademicki (zm. 1968)
  - Wacław Stefan Lewandowski, polski pianista, pedagog (zm. 1971)
  - Władimir Narbut, rosyjski poeta pochodzenia ukraińskiego (zm. 1938)
  - Zofia Żelska-Mrozowicka, polska dziennikarka, działaczka społeczna (zm. 1970)
- 1889:
  - Jefim Bogolubow, radziecko-niemiecki szachista (zm. 1952)
  - Walery Goetel, polski geolog, ekolog, paleontolog, działacz społeczny, wykładowca akademicki (zm. 1972)
  - Oscar Schiele, niemiecki pływak (zm. 1950)
  - James Stephenson, brytyjski aktor (zm. 1941)
  - Arnold Joseph Toynbee, brytyjski historiozof, wykładowca akademicki (zm. 1975)
- 1890:
  - Wilhelm Kritzinger, niemiecki polityk (zm. 1947)
  - Jan Jerzy Wroniecki, polski malarz, grafik (zm. 1948)
- 1891 – Jan Wacław Zawadowski, polski malarz (zm. 1982)
- 1892:
  - Vere Gordon Childe, australijski archeolog, antropolog kultury (zm. 1957)
  - Zygmunt Choromański, polski duchowny katolicki, biskup pomocniczy warszawski (zm. 1968)
  - Claire Windsor(inne języki), amerykańska aktorka (zm. 1972)
- 1893 – Jerzy (Tarasow), rosyjski biskup prawosławny, zwierzchnik Zachodnioeuropejskiego Egzarchatu Parafii Rosyjskich (zm. 1981)
- 1894 – Henryk Liefeldt, polski kierowca wyścigowy, inżynier mechanik, konstruktor (zm. 1937)
- 1895 – Wacław Szymanowski, polski fizyk, polityk, minister łączności (zm. 1965)
- 1896 – Charles Courant, szwajcarski zapaśnik (zm. 1982)
- 1897:
  - Horace McCoy, amerykański pisarz (zm. 1955)
  - Bogusław Samborski, polski aktor (zm. 1971)
- 1898:
  - Harold Stephen Black, amerykański inżynier elektryk, wynalazca (zm. 1983)
  - Lee Tracy, amerykański aktor (zm. 1968)
- 1899 – Wacław Dąbrowski, polski podporucznik (zm. 1920)
- 1900:
  - Salvatore Baccaloni, włoski śpiewak operowy (bas) (zm. 1969)
  - Nina Chruszczowa, radziecka pierwsza dama (zm. 1984)
- 1901:
  - Josep Planas, hiszpański piłkarz, trener (zm. 1977)
  - Józef Wojaczek, polski duchowny katolicki, misjonarz (zm. 1993)
  - Awraamij Zawieniagin, radziecki polityk (zm. 1956)
- 1902:
  - Władysław Kojder, polski działacz ruchu ludowego (zm. 1945)
  - Matylda Szczudłowska, polska specjalistka okulistyki weterynaryjnej (zm. 2006)
  - Tomotaka Tasaka(inne języki), japoński reżyser filmowy (zm. 1974)
  - Francesco Zucchetti, włoski kolarz torowy (zm. 1980)
- 1903:
  - Henry Corbin, francuski filozof, iranista, wykładowca akademicki (zm. 1978)
  - Ruth Svedberg, szwedzka lekkoatletka, dyskobolka i sprinterka (zm. 2002)
- 1904:
  - John Gielgud, brytyjski aktor (zm. 2000)
  - Zbigniew Sawan, polski aktor, reżyser teatralny (zm. 1984)
- 1905:
  - Dawid Armand, rosyjski geograf fizyczny, badacz krajobrazu, działacz na rzecz ochrony środowiska naturalnego, wykładowca akademicki pochodzenia francuskiego (zm. 1976)
  - Inger Hagerup, norweska pisarka, poetka, dramatopisarka (zm. 1985)
  - Georg Lammers, niemiecki lekkoatleta, sprinter (zm. 1987)
  - Boris Władimirow, radziecki generał porucznik (zm. 1978)
- 1906 – Fajsal ibn Abd al-Aziz Al Su’ud, król Arabii Saudyjskiej (zm. 1975)
- 1907:
  - Ladislav Boháč, czechosłowacki aktor (zm. 1978)
  - François Duvalier, haitański lekarz, polityk, prezydent Haiti (zm. 1971)
  - Witalis Leporowski, polski wioślarz (zm. 1978)
- 1908 – Stanisław Wójtowicz, polski rolnik, polityk, poseł na Sejm PRL (zm. 1986)
- 1909:
  - Paweł Bagiński, polski polonista (zm. 1992)
  - Justyn Wojsznis, polski wspinacz, publicysta (zm. 1965)
- 1910:
  - Ewa Harsdorf, polska malarka, graficzka (zm. 1999)
  - Irena Kononowicz, polska lekarka radiolog, działaczka niepodległościowa (zm. 1967)
  - Stanisław Kowalski, polski lekkoatleta amator, superstulatek (zm. 2022)
- 1911:
  - Eduardo González Valiño, hiszpański piłkarz, trener (zm. 1978)
  - Teodor Romża, ukraiński duchowny greckokatolicki, biskup eparchii mukaczewskiej, męczennik, błogosławiony (zm. 1947)
  - Nikołaj Smielakow, radziecki polityk (zm. 1995)
  - Walerian Żak, polski major pilot (zm. 1969)
- 1912:
  - Arne Brustad, norweski piłkarz (zm. 1987)
  - Joie Chitwood, amerykański kierowca wyścigowy (zm. 1988)
  - Robert Doisneau, francuski fotoreporter (zm. 1994)
  - Béla Király, węgierski generał, historyk (zm. 2009)
  - Tadeusz Wituski, polski polityk, poseł na Sejm PRL (zm. 1988)
- 1914:
  - Luigi Brunella, włoski piłkarz, trener (zm. 1993)
  - Wilhelm Hahnemann, austriacki piłkarz, trener (zm. 1991)
  - Henryk Leśniok, polski geodeta, wykładowca akademicki (zm. 2007)
  - Cordy Milne, amerykański żużlowiec (zm. 1978)
  - Hamo Sahjan, ormiański poeta, tłumacz (zm. 1993)
  - Stanisław Sulikowski, polski lekkoatleta, sprinter, żołnierz AK, uczestnik powstania warszawskiego (zm. 1944)
  - Włodzimierz Ścibor-Rylski, polski podporucznik rezerwy kawalerii (zm. 1939)
  - Aleksiej Triosznikow, rosyjski oceanograf, badacz polarny (zm. 1991)
- 1915:
  - Piotr Glebow, rosyjski aktor (zm. 2000)
  - Stefan Karaszewski, polski plutonowy (zm. 1939)
  - Lennart Lindgren, szwedzki lekkoatleta, sprinter (zm. 1952)
  - Pastor Torao Sikara, polityk z Gwinei Równikowej (zm. 1969)
  - Victor Veysey, amerykański polityk (zm. 2001)
  - Jan Zumbach, polski pułkownik pilot, as myśliwski (zm. 1986)
- 1916:
  - Olgierd Stołyhwo, polski podporucznik, żołnierz AK, cichociemny (zm. 1943)
  - Wojciech Żukrowski, polski prozaik, poeta, eseista, krytyk literacki, scenarzysta filmowy, polityk, poseł na Sejm PRL (zm. 2000)
- 1917:
  - Eugeniusz Haneman, polski fotograf, operator filmowy (zm. 2014)
  - Valerie Hobson, brytyjska aktorka (zm. 1998)
  - Torsten Lindberg, szwedzki piłkarz, bramkarz, trener (zm. 2009)
- 1918:
  - Jerzy Bielenia, polski aktor (zm. 2001)
  - Helge Brinkeback, szwedzki żużlowiec (zm. 1983)
  - Cornell Capa, amerykański fotoreporter (zm. 2008)
  - Mary Healy, amerykańska aktorka, piosenkarka (zm. 2015)
  - Said Mohamed Jaffar, komoryjski polityk, prezydent Komorów (zm. 1993)
- 1919:
  - Raúl Primatesta, argentyński duchowny katolicki, arcybiskup Córdoby, kardynał (zm. 2006)
  - Ján Režňák, słowacki pilot wojskowy, as myśliwski (zm. 2007)
- 1920:
  - Emilio Colombo, włoski polityk, premier Włoch, przewodniczący Parlamentu Europejskiego (zm. 2013)
  - Lamberto Dalla Costa, włoski bobsleista (zm. 1982)
  - Schubert Gambetta, urugwajski piłkarz (zm. 1991)
  - Giovanni Giavazzi, włoski prawnik, samorządowiec, polityk, eurodeputowany (zm. 2019)
  - Antônio Afonso de Miranda, brazylijski duchowny katolicki, biskup Taubaté (zm. 2021)
- 1921:
  - Pandi Raidhi, albański aktor (zm. 1999)
  - Abdel-Karim Sakr, egipski piłkarz (zm. 1994)
  - Thomas Schelling, amerykański ekonomista, laureat Nagrody Banku Szwecji im. Alfreda Nobla w dziedzinie ekonomii (zm. 2016)
  - Paul Schürer, wschodnioniemiecki polityk (zm. 2010)
- 1922:
  - Wisła Pankiewicz, polska socjolog, dziennikarka, działaczka społeczna i opozycyjna (zm. 2000)
  - Stella Zázvorková, czeska aktorka (zm. 2005)
- 1923 – Lydia Clarke, amerykańska aktorka (zm. 2018)
- 1924 – Andrzej Zalewski, polski dziennikarz radiowy (zm. 2011)
- 1925:
  - Colin Eglin(inne języki), południowoafrykański polityk (zm. 2013)
  - Abel Muzorewa, zimbabweński biskup metodystyczny, polityk, premier Zimbabwe (zm. 2010)
  - Wojciech Narębski, polski geolog, żołnierz AK (zm. 2023)
  - Rod Steiger, amerykański aktor (zm. 2002)
- 1926:
  - Leopoldo Calvo-Sotelo, hiszpański polityk, premier Hiszpanii (zm. 2008)
  - Liz Renay, amerykańska aktorka (zm. 2007)
- 1927:
  - Victor J. Kemper, amerykański operator filmowy (zm. 2023)
  - Alan MacDiarmid, nowozelandzki chemik, laureat Nagrody Nobla (zm. 2007)
  - Dany Robin(inne języki), francuska aktorka (zm. 1995)
  - Tomasz Mościcki, polski aktor, powstaniec warszawski (zm. 1975)
  - Ágnes Ullmann, węgiersko-francuska biochemik i mikrobiolog (zm. 2019)
- 1928:
  - Aleksandr Iwanow, rosyjski piłkarz, trener (zm. 1997)
  - Wadim Kurczewski, rosyjski reżyser i scenarzysta filmów animowanych (zm. 1997)
  - Cyril Mango, brytyjski historyk, bizantynolog (zm. 2021)
  - Zygmunt Wiatrowski, polski pedagog pracy (zm. 2025)
- 1929:
  - Szadli Bendżedid, algierski polityk, prezydent Algierii (zm. 2012)
  - Jude Speyrer, amerykański duchowny katolicki, biskup Lake Charles (zm. 2013)
- 1930:
  - Martin Adolf Bormann, niemiecki teolog (zm. 2013)
  - René Desmaison, francuski wspinacz (zm. 2007)
  - Bradford Dillman, amerykański aktor (zm. 2018)
  - Marco Formentini, włoski prawnik, samorządowiec, polityk, burmistrz Mediolanu, eurodeputowany (zm. 2021)
  - Jan Pyszko, polski działacz polonijny (zm. 2009)
  - Vytautas Žalakevičius, litewski reżyser filmowy (zm. 1996)
- 1931:
  - Kenneth Cope, brytyjski aktor (zm. 2024)
  - Dimityr Dobrew, bułgarski zapaśnik (zm. 2019)
  - Vic Wilson, brytyjski kierowca wyścigowy (zm. 2001)
- 1932:
  - Tadeusz Barczyk, polski działacz państwowy, wojewoda sieradzki (zm. 1984)
  - Marek Lusztig, polski kompozytor (zm. 1972)
  - Loretta Lynn, amerykańska piosenkarka country (zm. 2022)
  - Piro Mani, albański aktor (zm. 2021)
  - Atif Ubajd, egipski polityk, premier Egiptu (zm. 2014)
- 1933 – Paddy Hopkirk, brytyjski kierowca wyścigowy i rajdowy (zm. 2022)
- 1934:
  - Fredric Jameson, amerykański krytyk literacki, socjolog i teoretyk literatury (zm. 2024)
  - Jeorjos Romeos, grecki dziennikarz, polityk, minister porządku publicznego, eurodeputowany (zm. 2023)
- 1935:
  - Erich von Däniken, szwajcarski hotelarz, pisarz, publicysta zajmujący się paleoastronautyką
  - Andrzej Gwiazda, polski działacz opozycyjny i związkowy
  - Alojzy Łysko, polski piłkarz, trener (zm. 2021)
  - Jack McDevitt, amerykański pisarz science fiction
- 1936:
  - Ivan Dias, indyjski duchowny katolicki, arcybiskup Bombaju, kardynał (zm. 2017)
  - Matias Patrício de Macêdo, brazylijski duchowny katolicki, arcybiskup metropolita Natal
  - Arlene Martel, amerykańska aktorka (zm. 2014)
  - Marek Polański, polski architekt, karykaturzysta (zm. 2003)
  - Frank Serpico, amerykański policjant
  - Jan Zylber, polski perkusista jazzowy, animator kultury, polityk, poseł na Sejm RP (zm. 1997)
- 1937:
  - Guy Bagnard, francuski duchowny katolicki, biskup Belley-Ars
  - Václav Kozák, czeski wioślarz (zm. 2004)
  - Jan-Erik Lundqvist, szwedzki tenisista
  - Anna Rzeszut, polska działaczka kulturalna (zm. 2017)
  - Roy Vernon, walijski piłkarz (zm. 1993)
- 1938:
  - Bruce Alberts, amerykański biochemik, dziennikarz
  - Petr Nárožný, czeski aktor
  - Igor Woronczichin, rosyjski biegacz narciarski (zm. 2009)
- 1939:
  - Andrzej Kastory, polski historyk, wykładowca akademicki
  - Zbigniew Ładosz, polski inżynier, polityk, poseł na Sejm RP (zm. 1999)
  - István Nagy, węgierski piłkarz (zm. 1998)
  - Danuta Quirini-Popławska, polska historyk, wykładowczyni akademicka
- 1940:
  - Julie Christie, brytyjska aktorka
  - Marie Kinsky von Wchinitz und Tettau, księżna Liechtensteinu (zm. 2021)
  - Wiesław Sajdak, polski pięcioboista nowoczesny (zm. 2010)
- 1941:
  - Parnaoz Czikwiladze, gruziński judoka (zm. 1966)
  - Władimir Kazienas, kazachski entomolog, wykładowca akademicki
  - Leszek Lipski, polski koszykarz
  - Gerhard Neweklowsky, austriacki slawista, wykładowca akademicki
  - Pola Raksa, polska aktorka
  - Abdul Rashid, pakistański hokeista na trawie
  - Pete Rose, amerykański baseballista (zm. 2024)
  - Marian Wilczyński, polski piłkarz, bramkarz (zm. 2008)
- 1942:
  - Stuart Craig, brytyjski scenograf
  - Walentin Lebiediew, rosyjski inżynier, kosmonauta
  - Joachim Pichura, polski akordeonista, pedagog (zm. 2024)
  - Danuta Wawiłow, polska autorka literatury dziecięcej, tłumaczka (zm. 1999)
- 1943:
  - Csaba Fenyvesi, węgierski szpadzista (zm. 2015)
  - Fouad Siniora, libański polityk, p.o. prezydenta i premier Libanu
  - Jiří Šuhájek, czeski artysta w szkle, pedagog
  - Anna Węgleńska, polska tłumaczka literatury szwedzkiej
- 1944:
  - Nguyễn Phú Trọng, wietnamski filolog, polityk, przewodniczący Zgromadzenia Narodowego, prezydent Wietnamu (zm. 2024)
  - Jerzy Odsterczyl, polski piłkarz (zm. 2009)
  - Stanisław Pilniakowski, polski prawnik, polityk, poseł na Sejm RP
- 1945:
  - Uwe Beyer, niemiecki lekkoatleta, młociarz (zm. 1993)
  - Ritchie Blackmore, brytyjski gitarzysta, członek zespołów: Deep Purple, Rainbow i Blackmore’s Night
  - Siergiej Diaczenko, ukraiński pisarz, scenarzysta, redaktor (zm. 2022)
  - Tuilaʻepa Sailele Malielegaoi, samoański polityk, premier Samoa
- 1946:
  - Dariusz Baliszewski, polski historyk, dziennikarz, publicysta (zm. 2020)
  - Jean-Jacques Dordain, francuski inżynier
- 1947:
  - Fabián Alarcón, ekwadorski adwokat, polityk, p.o. prezydenta Ekwadoru
  - Dominique Baudis, francuski dziennikarz, polityk, eurodeputowany i mer Tuluzy (zm. 2014)
  - Giennadij Kamielin, kazachski trener piłki ręcznej
  - Boniface Lele, kenijski duchowny katolicki, arcybiskup metropolita Mombasy (zm. 2014)
  - Lech Krzysztof Paprzycki, polski prawnik, prezes Sądu Najwyższego (zm. 2022)
  - Jan Sieńko, polski polityk, poseł na Sejm RP
  - Ewa Tomaszewska, polska działaczka związkowa, polityk, poseł na Sejm, senator RP i eurodeputowana
- 1948:
  - Hanna Maria Giza, polska aktorka, dziennikarka
  - Antoni Karwowski, polski malarz, performer
  - Jan Michalik, polski zapaśnik (zm. 2022)
  - June Millington, amerykańska gitarzystka, kompozytorka, autorka tekstów, producentka muzyczna, członkini zespołu Fanny pochodzenia fińskiego
  - Maria Olszewska, polska prawnik, polityk, poseł na Sejm RP (zm. 1995)
  - Claude Vivier, kanadyjski kompozytor (zm. 1983)
- 1949:
  - Eric Cunningham, kanadyjski polityk (zm. 2015)
  - Waldemar Kownacki, polski aktor
  - Halina Szymiec-Raczyńska, polska lekarka, polityk, poseł na Sejm RP
- 1950:
  - Piotr Bartoszcze, polski rolnik, związkowiec (zm. 1984)
  - Francis Collins, amerykański lekarz, genetyk
  - Péter Esterházy, węgierski prozaik, eseista (zm. 2016)
  - Mitsuru Komaeda, japoński piłkarz
  - Krzysztof Stasierowski, polski piosenkarz, aktor musicalowy
- 1951:
  - Piotr Mamonow, rosyjski wokalista rockowy, aktor, poeta, prezenter radiowy (zm. 2021)
  - José María Mendiluce, hiszpański pisarz, publicysta, polityk (zm. 2015)
  - Sergiusz (Polotkin), rosyjski biskup prawosławny
  - Antoni Tokarczuk, polski polityk, senator i poseł na Sejm RP, minister środowiska
  - Phankham Viphavanh, laotański polityk, premier Laosu
  - Julian Lloyd Webber(inne języki), brytyjski wiolonczelista, kompozytor
  - Gregory P. Winter, amerykański biochemik, laureat Nagrody Nobla
- 1952:
  - Hansjörg Hofer, austriacki duchowny katolicki, biskup pomocniczy Salzburga
  - Ihor Ohirko, ukraiński matematyk, fizyk
  - Krystyna Pawłowicz, polska prawnik, polityk, poseł na Sejm RP, sędzia TK
  - Jacek Tittenbrun, polski socjolog (zm. 2018)
  - Dirceu Vegini, brazylijski duchowny katolicki, biskup Foz do Iguaçu (zm. 2018)
  - Udo Voigt, niemiecki przedsiębiorca, polityk, eurodeputowany (zm. 2025)
  - Richard Wawro, szkocki malarz, autysta, sawant (zm. 2006)
- 1953:
  - David Buss, amerykański psycholog
  - Ioan Enciu, rumuński inżynier, samorządowiec, polityk, eurodeputowany
  - Francesco Fiori, włoski dziennikarz, samorządowiec, polityk, eurodeputowany
  - Eric Tsang, hongkoński aktor, reżyser i producent filmowy
- 1954:
  - Janina Korowicka, polska łyżwiarka szybka
  - Iwona Murańska, polska strzelczyni sportowa
  - Mirosława Nyckowska, polska aktorka
  - Mike Pondsmith, amerykański projektant gier fabularnych, planszowych i komputerowych
- 1955:
  - Ana Ambrazienė, litewska lekkoatletka, płotkarka (zm. 2025)
  - Imrich Bugár, słowacki lekkoatleta, dyskobol pochodzenia węgierskiego
  - Dan Hughes, amerykański trener koszykówki
  - Ewa Kuryło, polska aktorka
  - Don Roos, amerykański reżyser, scenarzysta i producent filmowy i telewizyjny
- 1956:
  - Rune Belsvik, norweski autor literatury dziecięcej i młodzieżowej
  - Barbara Bonney, amerykańska śpiewaczka operowa (sopran)
  - Boris Šprem, chorwacki prawnik, polityk (zm. 2012)
- 1957:
  - Anna Bajan, polska pięcioboistka nowoczesna
  - Lothaire Bluteau, kanadyjski aktor, reżyser filmowy, teatralny i telewizyjny
  - Domingo Drummond, honduraski piłkarz (zm. 2002)
  - Haruhisa Hasegawa, japoński piłkarz
  - Visvaldas Matijošaitis, litewski przedsiębiorca, samorządowiec, burmistrz Kowna
  - Wiktor Wekselberg, rosyjski przedsiębiorca, miliarder
- 1958:
  - Peter Adoboh, nigeryjski duchowny katolicki, biskup Katsina-Ala (zm. 2020)
  - Peter Capaldi, szkocki aktor, reżyser filmowy pochodzenia włoskiego
  - Sławomir Holland, polski aktor
- 1959:
  - Marilyn Brain, kanadyjska wioślarka
  - Rosario Gisana, włoski duchowny katolicki, biskup Piazza Armerina
  - Ladislav Švanda, czeski biegacz narciarski
  - Tomasz Urbanowicz, polski architekt i artysta, tworzący szklane kompozycje architektoniczne
- 1960:
  - Éric Andrieu, francuski samorządowiec, polityk, eurodeputowany
  - Wojciech Asiński, polski aktor, dziennikarz
  - Brad Garrett, amerykański aktor, komik
  - Diloro Iskandarowa, tadżycka orientalistka, iranistka, rusycystka
  - Władysław Kurowski, polski nauczyciel, samorządowiec, polityk, burmistrz Myślenic, poseł na Sejm RP
  - Mike Newton, brytyjski kierowca wyścigowy, przedsiębiorca
  - Paulo dos Santos, brazylijski piłkarz
- 1961:
  - Robert Carlyle, brytyjski aktor
  - Daniel Clowes, amerykański autor komiksów
  - Anna Dąbrowska-Banaszek, polska lekarka, polityk, poseł na Sejm RP
  - Paweł Kotlarski, polski lekarz, polityk, poseł na Sejm RP
  - Sławomir Kowalski, polski polityk, poseł na Sejm RP, wicemarszałek województwa śląskiego
  - Humberto Martins, brazylijski aktor
  - Gaston Ruwezi, kongijski duchowny katolicki, biskup Sakania-Kipushi
  - Krystian Sikorski, polski hokeista, trener hokejowy i piłkarski
  - Yūji Sugano, japoński piłkarz
- 1962:
  - Agnieszka Bieńkowska, polska siatkarka
  - Guillaume Leblanc, kanadyjski lekkoatleta, chodziarz
  - Deni Lušić, chorwacki piłkarz wodny
  - Rafał Paczkowski, polski realizator nagrań, muzyk, kompozytor (zm. 2023)
  - Laura Richardson, amerykańska polityk, kongreswoman
  - Anselm Umoren, nigeryjski duchowny katolicki, biskup pomocniczy Abudży
- 1963:
  - Hugo Conte, argentyński siatkarz, trener
  - Cynthia Cooper-Dyke, amerykańska koszykarka, trenerka
  - Paulo Celso Dias do Nascimento, brazylijski duchowny katolicki, biskup pomocniczy Rio de Janeiro
  - César Horacio Duarte, meksykański polityk
  - Osman Efiendijew, rosyjski zapaśnik
  - Bożena Lisowska, polska działaczka samorządowa i polityczna, posłanka na Sejm RP
  - Kastriot Tusha, albański śpiewak operowy (tenor)
- 1964:
  - Gustavo Dezotti, argentyński piłkarz
  - Stuart Duncan, amerykański muzyk
  - Gina McKee, brytyjska aktorka
  - Witold Wenclewski, polski piłkarz (zm. 2014)
- 1965:
  - Ołeksandr Kłymenko, ukraiński przedsiębiorca, polityk
  - Li Huirong, chińska lekkoatletka, trójskoczkini
  - Yukihiro Matsumoto, japoński informatyk
  - Jarosław Rabenda, polski aktor, lektor
- 1966:
  - André Boisclair, kanadyjski polityk
  - Jan Boklöv, szwedzki skoczek narciarski
  - Arkadiusz Czartoryski, polski samorządowiec, polityk, poseł na Sejm RP
  - Wacław Klukowski, polski polityk, poseł na Sejm RP i eurodeputowany
  - Greg Maddux, amerykański baseballista
- 1967:
  - Nicola Berti, włoski piłkarz
  - Anna Saraniecka, polska autorka tekstów piosenek, animatorka kultury
  - Jaimz Woolvett, kanadyjski aktor
- 1968:
  - Tomasz Arabski, polski dziennikarz, polityk, dyplomata
  - Andrzej (Gwazawa), gruziński biskup prawosławny
  - Anthony Michael Hall, amerykański aktor
  - Raimundas Karoblis, litewski polityk, dyplomata
- 1969:
  - Brad Ausmus, amerykański baseballista
  - Ryan Birch, brytyjski judoka (zm. 2013)
  - Jean-Philippe Dayraut, francuski kierowca wyścigowy
  - Mark Macon, amerykański koszykarz
- 1970:
  - Anna Kinberg Batra, szwedzka polityk
  - Wadim Krasnosielski, rosyjski polityk, prezydent Naddniestrza
  - Richard Sainct, francuski motocyklista rajdowy (zm. 2004)
  - Jan Siemerink, holenderski tenisista
- 1971:
  - Miguel Calero, kolumbijski piłkarz (zm. 2012)
  - Robert Górski, polski kabareciarz, aktor
  - Ulrich Kapp, niemiecki curler
  - Wasilij Karasiow, rosyjski koszykarz
  - Mariusz Witczak, polski polityk, senator i poseł na Sejm RP
- 1972:
  - Paul Denyer, australijski seryjny morderca
  - Åsa Eriksson, szwedzka curlerka
  - Przemysław Kossakowski, polski dziennikarz, dokumentalista, podróżnik
  - Wojciech Kowalczyk, polski piłkarz
  - Iwona Kurz, polska krytyk filmowa, historyk kultury
  - Andrea Pavelková, słowacka siatkarka
  - Dean Potter, amerykański wspinacz, sportowiec ekstremalny (zm. 2015)
- 1973:
  - Roberto Ayala, argentyński piłkarz
  - Adrien Brody, amerykański aktor
  - Emmanuel Dahl, francuski piosenkarz
  - Langley Kirkwood, brytyjski aktor
  - Agata Konarska, polska dziennikarka i prezenterka telewizyjna
  - Michał Kusz, polski gitarzysta
- 1974:
  - Oksana Dorodnowa, rosyjska wioślarka
  - Sun Fuming, chińska judoczka
  - Rafał Piotrowski, polski piłkarz (zm. 2024)
  - Vít Zvánovec, czeski prawnik, aktywista, bloger, wikipedysta
- 1975:
  - Lita, amerykańska wrestlerka
  - Andy Marshall, angielski piłkarz, bramkarz
  - Anderson Silva, brazylijski zawodnik sportów walki
  - Antwon Tanner, amerykański aktor
- 1976:
  - Georgina Chapman, brytyjska aktorka, projektantka mody
  - Anna DeForge, amerykańska koszykarka
  - Iván Fundora, kubański zapaśnik
  - Jacek Kurowski, polski dziennikarz sportowy
  - Maboula Ali Lukunku, kongijski piłkarz
  - Françoise Mbango Etone, kameruńska lekkoatletka, skoczkini w dal
  - Fiodor Pawłow-Andriejewicz, rosyjski plastyk, performer, pisarz, reżyser filmowy
- 1977:
  - Sarah Michelle Gellar, amerykańska aktorka
  - Rob McElhenney, amerykański aktor
  - David Valadao, amerykański polityk, kongresman
  - Cristiano Zanetti, włoski piłkarz
- 1978:
  - Georgina Harland, brytyjska pięcioboistka nowoczesna
  - Toni Söderholm, fiński hokeista
- 1979:
  - Samir Əliyev, azerski piłkarz
  - Lucas Browne, australijski bokser
  - Joanna Haartti, fińska aktorka
  - Marios Ilia, cypryjski piłkarz
  - Rico Parpan, szwajcarski skoczek narciarski
  - Csaba Tombor, węgierski piłkarz ręczny
  - Kerem Tunçeri, turecki koszykarz
- 1980:
  - Alin Berescu, rumuński szachista
  - Claire Coffee, amerykańska aktorka
  - Steven Holcomb, amerykański bobsleista (zm. 2017)
  - Leif Johannessen, norweski szachista
  - Lim Dong-min, południowokoreański pianista
  - Grant McCann, północnoirlandzki piłkarz
  - Władisław Metodiew, bułgarski zapaśnik
  - Wołodymyr Pawłowśkyj, ukraiński wioślarz
  - Janusz Wojnarowicz, polski judoka
- 1981:
  - Elvis Abbruscato, włoski piłkarz
  - Raúl Bravo, hiszpański piłkarz
  - Fatih Çakıroğlu, turecki zapaśnik
  - Wilde Gomes da Silva, brazylijski futsalista
  - Jacques Houdek, chorwacki piosenkarz
  - Małgorzata Lis, polska siatkarka
  - Dawit Odikadze, gruziński piłkarz
  - Toni Seifert, niemiecki wioślarz
  - Katarzyna Sobiech, polska działaczka samorządowa, polityk, wicemarszałek województwa warmińsko-mazurskiego
  - Rebecca Yarros, amerykańska pisarka
- 1982:
  - Jekatierina Abramowa, rosyjska łyżwiarka szybka
  - Gonçalo Foro, portugalski rugbysta
  - Larissa França, brazylijska siatkarka plażowa
  - Łukasz Madej, polski piłkarz
  - Sara Varga, szwedzka piosenkarka, autorka tekstów
- 1983:
  - Nikoloz Ckitiszwili, gruziński koszykarz
  - Simona La Mantia, włoska lekkoatletka, trójskoczkini
  - James McFadden, szkocki piłkarz
  - Michel Noher, argentyński aktor
  - Artūras Rimkevičius, litewski piłkarz (zm. 2019)
- 1984:
  - Roda Ali Wais, dżibutyjska lekkoatletyka, biegaczka
  - Amelia Atwater-Rhodes, amerykańska pisarka
  - Charles Hamelin, kanadyjski łyżwiarz szybki, specjalista short tracku
  - Salvador Palha, portugalski rugbysta
- 1985:
  - Marta Golbik, polska ekonomistka, polityk, poseł na Sejm RP
  - Henk Grol, holenderski judoka
  - Konstantin Igropuło, rosyjski piłkarz ręczny pochodzenia greckiego
  - Ołena Kostewycz, ukraińska strzelczyni sportowa
  - Christoph Leitgeb, austriacki piłkarz
  - Michal Papadopulos, czeski piłkarz pochodzenia greckiego
- 1986:
  - Rachel Goh, australijska pływaczka
  - Mariusz Pawelec, polski piłkarz
  - Marcin Sójka, polski piosenkarz, autor tekstów, realizator dźwięku
- 1987:
  - Erwin Hoffer, austriacki piłkarz
  - Salome Melia, gruzińska szachistka
  - Igor N’Ganga, kongijski piłkarz
  - Dżamał Otarsułtanow, rosyjski zapaśnik pochodzenia czeczeńskiego
  - Aleksandra Pasynkowa, rosyjska siatkarka
- 1988:
  - Tereza Hladíková, czeska tenisistka
  - Magdalena Kiszczyńska, polska tenisistka
  - Eliška Klučinová, czeska lekkoatletka, wieloboistka
  - Željko Šakić, chorwacki koszykarz
  - Pedja Stamenković, serbski koszykarz
- 1989:
  - Darius Adams, amerykański koszykarz
  - Luis Hernández Rodríguez, hiszpański piłkarz
  - Óscar de Marcos, hiszpański piłkarz
  - Oczirbatyn Nasanburmaa, mongolska zapaśniczka
  - Dominik Paris, włoski narciarz alpejski
  - Kayla Pedersen, amerykańska koszykarka
  - Vít Přindiš, czeski kajakarz górski
  - Živko Živković, serbski piłkarz, bramkarz
- 1990:
  - Adrian Barath, trynidadzko-tobagijski krykiecista
  - Aaron Broussard, amerykański koszykarz
  - Siarhiej Drozd, białoruski hokeista
  - Juan Francisco Estrada, meksykański bokser
  - Arianna Fontana, włoska łyżwiarka szybka, specjalistka short tracku
  - Henry Frayne, australijski lekkoatleta, skoczek w dal
  - Sanel Kapidžić, duński piłkarz pochodzenia bośniackiego
  - Alex Macdonald, szkocki piłkarz
  - Jessy Rompies, indonezyjska tenisistka
  - Shōko Tamura, japońska siatkarka
- 1991:
  - Moussa Marega, malijski piłkarz
  - Marta Mistygacz, polska koszykarka
  - Martín Montoya, hiszpański piłkarz
  - Lucie Smutná, czeska siatkarka
  - Rick van der Ven, holenderski łucznik
  - Oliver Wimmer, austriacki piosenkarz
- 1992:
  - Joanna Dorociak, polska wioślarka
  - Loïc Feudjou, kameruński piłkarz
  - Serhij Frołow, ukraiński pływak
  - Arkadiusz Kłusowski, polski piosenkarz, kompozytor, autor tekstów
  - Christian vom Lehn, niemiecki pływak
  - Niklas Nienaß, niemiecki polityk, eurodeputowany
  - Jiří Pavlenka, czeski piłkarz, bramkarz
  - Álvaro Ramos, chilijski piłkarz
  - Tommy Smith, angielski piłkarz
  - Frederik Sørensen, duński piłkarz
- 1993:
  - Krystal Boyd, rosyjska aktorka pornograficzna
  - Vivien Cardone, amerykańska aktorka
  - Mads Lauritsen, duński piłkarz
  - Ellington Ratliff, amerykański perkusista, członek zespołu R5, aktor
  - Josephine Skriver, duńska modelka
  - Mikel Villanueva, wenezuelski piłkarz
  - Daniel Wallace, brytyjski pływak
- 1994:
  - Sayed Baqer, bahrajński piłkarz
  - Murushid Juuko, ugandyjski piłkarz
  - Agnieszka Król, polska zapaśniczka
  - Pauline Ranvier, francuska florecistka
  - Natalia Rok, polska bokserka
  - Skyler Samuels, amerykańska aktorka
- 1995:
  - Karol Behrendt, polski siatkarz
  - Michał Bobrowski, polski zawodnik MMA
  - Dominic Buczkowski-Wojtaszek, polski perkusista, pianista, basista, kompozytor, autor tekstów, producent muzyczny, członek zespołu Young Stadium Club
  - Niklas Stark, niemiecki piłkarz
  - Wang Juan, chińska zapaśniczka
- 1996:
  - Abdelkarim Baadi, marokański piłkarz
  - Abigail Breslin, amerykańska aktorka
  - Karel Hanika, czeski motocyklista wyścigowy
  - Masaya Okugawa, japoński piłkarz
  - Dennis Olsen, norweski kierowca wyścigowy
  - Leon Ruff, amerykański wrestler
- 1997:
  - Guilherme Arana, brazylijski piłkarz
  - Ante Ćorić, chorwacki piłkarz
  - Jegor Rykow, rosyjski hokeista
  - Nick Suriano, amerykański zapaśnik
  - Alona Sutiagina, rosyjska skoczkini narciarska
- 1998:
  - Altay Bayındır, turecki piłkarz, bramkarz
  - Idrissa Doumbia, iworyjski piłkarz
  - Ian Garrison, amerykański kolarz szosowy
  - Moa Lundgren, szwedzka biegaczka narciarska
- 1999:
  - Mattéo Guendouzi, francuski piłkarz pochodzenia marokańskiego
  - Jan Ostrowski, luksemburski piłkarz pochodzenia polskiego
  - Modibo Sagnan, francuski piłkarz pochodzenia burkińsko-malijskiego
  - Anita Simoncini, sanmaryńska piosenkarka
  - Tomasz Stolc, polski siatkarz
- 2000:
  - Lara Malsiner, włoska skoczkini narciarska
  - Pawieł Masłow, rosyjski piłkarz
  - Luca Roth, niemiecki skoczek narciarski
- 2001:
  - Haukur Þrastarson, islandzki piłkarz ręczny
  - Lulu Sun, szwajcarska tenisistka
  - Jalen Williams, amerykański koszykarz
- 2002:
  - Carlos Alberto, brazylijski piłkarz
  - Jan Guńka, polski biathlonista
  - Abbey Murphy, amerykańska hokeistka
- 2005:
  - Dean Huijsen, holendersko-hiszpański piłkarz
  - Marissa, polska piosenkarka, kompozytorka, autorka tekstów

## Zmarli
- 911 – Sergiusz III, papież (ur. ?)
- 1070 – (lub 11 sierpnia) Gerard Lotaryński, hrabia Metzu i Châtenois, książę Górnej Lotaryngii (ur. ok. 1030)
- 1101 – Wsiesław Briaczysławicz, książę połocki, wielki książę kijowski (ur. ok. 1029)
- 1109 – Fulko IV, hrabia Andegawenii (ur. 1043)
- 1146 – Gertruda von Sulzbach, królowa niemiecka (ur. 1114)
- 1205 – Ludwik, hrabia Blois (ur. 1172)
- 1272 – (lub 13 kwietnia) Bolesław Pobożny, książę wielkopolski (ur. 1224–27)
- 1322 – Bartholomew de Badlesmere, angielski możnowładca (ur. 1275)
- 1345 – Richard de Bury, angielski duchowny katolicki, bibliofil (ur. 1287)
- 1346 – Jan Łodzia, polski duchowny katolicki, biskup poznański, poeta (ur. ?)
- 1395 – Albrecht, niemiecki duchowny katolicki, arcybiskup Bremy (ur. ?)
- 1433 – Ludwina z Schiedam, holenderska mistyczka, dziewica, święta (ur. 1380)
- 1460 – Giovanni Castiglione, włoski duchowny katolicki, biskup Coutances, biskup Pawii, kardynał (ur. 1420)
- 1464 – Jan Sprowski, polski duchowny katolicki, arcybiskup metropolita gnieźnieński, prymas Polski i Litwy (ur. ?)
- 1471 – Richard Neville, angielski arystokrata, dowódca wojskowy, polityk (ur. 1428)
- 1488 – Girolamo Riario, włoski arystokrata, polityk (ur. 1443)
- 1532 – Augustyn Grimaldi, francuski duchowny katolicki, biskup Grasse, regent-senior Monako (ur. 1482)
- 1552 – Laurentius Andreæ, szwedzki duchowny protestancki, polityk (ur. ok. 1470)
- 1604 – Ernest Fryderyk, margrabia Badenii-Durlach i Baden-Baden (ur. 1560)
- 1609 – Gasparo da Salò, włoski lutnik, kontrabasista (ur. 1540)
- 1615 – Bruno I von Mansfeld, niemiecki hrabia (ur. 1545)
- 1636 – Tiberio Muti, włoski duchowny katolicki, biskup Viterbo-Tuscanii, kardynał (ur. 1574)
- 1643 – Abraham Zapolski, polski szlachcic, polityk (ur. ?)
- 1649 – Abraham Woyna, polski duchowny katolicki, biskup żmudzki i wileński (ur. ?)
- 1655 – Johann Erasmus Kindermann, niemiecki kompozytor, organista, pedagog (ur. 1616)
- 1672 – Fryderyk Wilhelm III, książę Saksonii-Altenburga (ur. 1657)
- 1682 – Awwakum Pietrow, rosyjski duchowny prawosławny, pisarz, święty (ur. 1620/21)
- 1685 – Thomas Otway, angielski dramatopisarz (ur. 1652)
- 1711 – Ludwik Burbon, delfin Francji (ur. 1661)
- 1719 – Per Ribbing, szwedzki polityk (ur. 1670)
- 1721 – Michel Chamillart, francuski polityk, generalny kontroler finansów (ur. 1652)
- 1733 – Ippolito Desideri, włoski jezuita, misjonarz (ur. 1684)
- 1749 – Balthasar Denner, niemiecki malarz, miniaturzysta (ur. 1685)
- 1750 – Paweł Karol Sanguszko, marszałek wielki litewski (ur. 1680)
- 1759 – Georg Friedrich Händel, niemiecki kompozytor, organista (ur. 1685)
- 1767 – Celestyn Adam Kaliszewski, polski pedagog, historyk prawa, leksykograf, tłumacz (ur. 1725)
- 1768 – François de Cuvilliés, bawarski architekt, dekorator pochodzenia walońskiego (ur. 1695)
- 1792:
  - Leopold Nikolaus von Ende, saski polityk (ur. 1715)
  - Maksymilian Hell, słowacko-węgierski jezuita, astronom, matemtyk (ur. 1720)
- 1793 – Antonín Petr Příchovský z Příchovic, czeski duchowny katolicki, biskup hradecki, arcybiskup metropolita praski i prymas Czech (ur. 1707)
- 1797 – Gualtherus Michael van Nieuwenhuisen, holenderski duchowny starokatolicki, arcybiskup Utrechtu (ur. ?)
- 1803 – Christoph Anton von Migazzi, austriacki duchowny katolicki, arcybiskup Wiednia, kardynał (ur. 1714)
- 1804 – Luis Pinto de Sousa Coutinho, portugalski polityk, dyplomata (ur. 1735)
- 1806 – Antonio Sentmanat y Castellá, hiszpański duchowny katolicki, patriarcha Indii Zachodnich, wikariusz generalny armii i floty, kardynał (ur. 1734)
- 1817 – Louis Odier, szwajcarski tłumacz i redaktor angorskich prac medycznych (ur. 1748)
- 1820 – Levi Lincoln, amerykański prawnik, polityk (ur. 1749)
- 1821 – Andrew Moore, amerykański polityk (ur. 1752)
- 1834 – Littleton Purnell Dennis, amerykański prawnik, polityk (ur. 1786)
- 1843:
  - Joseph Lanner, austriacki kompozytor (ur. 1801)
  - Tadeusz Thullie, polski polityk pochodzenia francuskiego (ur. 1741)
- 1845 – Carl Adalbert Herrmann, niemiecki malarz (ur. 1791)
- 1846 – Maria Anna Amalie von Hessen-Homburg, niemiecka księżniczka (ur. 1785)
- 1848:
  - (data zaginięcia) Chaczatur Abowian, ormiański prozaik, poeta, etnograf, pedagog, działacz społeczny (ur. 1809)
  - Rafał Skolimowski, polski duchowny katolicki, matematyk (ur. 1781)
- 1849 – Ján Hollý, słowacki duchowny katolicki, pisarz, tłumacz (ur. 1785)
- 1853 – Ludwig Wilhelm von Engelhardt, pruski oficer, dyplomata (ur. ?)
- 1859:
  - Ignaz Bösendorfer, austriacki muzyk, producent fortepianów (ur. 1796)
  - Lady Morgan, irlandzka pisarka (ur. 1776)
- 1860:
  - William Cost Johnson, amerykański polityk (ur. 1806)
  - Gustave Leroy, francuski kompozytor, poeta, śpiewak (ur. 1818)
- 1861 – Gabriel Antonio Pereira, urugwajski polityk, prezydent Urugwaju (ur. 1794)
- 1862 – Aleksander Dalewski, polski działacz patriotyczny, konspirator, zesłaniec (ur. 1827)
- 1863 – Walery Remiszewski, polski major, uczestnik powstania styczniowego (ur. ?)
- 1865 – Rafael Carrera, gwatemalski polityk, prezydent Gwatemali (ur. 1814)
- 1873 – Robert Enger, niemiecki hellenista, pedagog (ur. 1813)
- 1874 – Josiah Warren, amerykański anarchoindywidualista, wynalazca, muzyk, pisarz (ur. 1798)
- 1881 – Karol de Leon, francuski hrabia, najstarszy syn Napoleona Bonapartego (ur. 1806)
- 1882 – Henri Jules Giffard, francuski inżynier, pionier lotnictwa, konstruktor sterowców (ur. 1825)
- 1884 – Wissarion (Ljubiša), serbski biskup prawosławny, metropolita czarnogórski (ur. 1823)
- 1886 – Ferdynand Władysław Czaplicki, polski kapitan, pisarz, uczestnik powstania styczniowego (ur. 1828)
- 1888:
  - Joseph Sadoc Alemany y Conill, hiszpański duchowny katolicki, arcybiskup San Francisco (ur. 1814)
  - Bronisław Białobłocki, polski krytyk literacki, publicysta (ur. ok. 1861)
  - Emilian Czyrniański, polski chemik, wykładowca akademicki (ur. 1824)
- 1889 – Teodor Jachimowicz, polski malarz, dekorator teatralny (ur. 1800)
- 1891:
  - George Mackenzie, szkocko-amerykański szachista (ur. 1837)
  - Carlos de Ribera, hiszpański malarz (ur. 1815)
- 1894 – Henry Slocum, amerykański generał, polityk (ur. 1827)
- 1895 – James Dwight Dana, amerykański geolog, mineralog, zoolog, wykładowca akademicki (ur. 1813)
- 1897 – Émile Levassor, francuski konstruktor i producent samochodów (ur. 1843)
- 1900 – Osman Nuri-Pasza, turecki dowódca wojskowy (ur. 1832)
- 1901:
  - Bogusława Mańkowska, polska pisarka, pamiętnikarka (ur. 1814)
  - John R. Musick, amerykański prozaik, poeta (ur. 1849)
- 1904:
  - Michelangelo Celesia, włoski duchowny katolicki, arcybiskup Palermo, kardynał (ur. 1814)
  - Eufrozyna (Rozowa), rosyjska mniszka prawosławna (ur. 1830)
- 1905 – Otto Wilhelm von Struve, rosyjski astronom pochodzenia niemieckiego (ur. 1819)
- 1906:
  - Giuseppe Callegari, włoski duchowny katolicki, biskup Treviso i Padwy, kardynał (ur. 1841)
  - Nora Chesson, brytyjska poetka, pisarka pochodzenia irlandzkiego (ur. 1871)
- 1908:
  - André-Victor Cornil, francuski histolog, patolog, polityk (ur. 1837)
  - Stefan Kozłowski, polski działacz ludowy, społeczny i rolniczy (ur. 1859)
- 1909 – Miguel Juárez Celman, argentyński polityk, prezydent Argentyny (ur. 1844)
- 1910:
  - Joseph Friedrich, niemiecki inżynier, kolonizator (ur. ok. 1861)
  - Narcyz Jankowski, polski działacz niepodległościowy (ur. 1827)
  - Julius Kühn, niemiecki agronom, fitopatolog, wykładowca akademicki (ur. 1825)
  - Michaił Wrubel, rosyjski malarz, grafik pochodzenia polsko-duńskiego (ur. 1856)
- 1911 – Daniel Paul Schreber, niemiecki sędzia, autor opisu swojej choroby psychicznej (ur. 1842)
- 1912 – Henri Brisson, francuski polityk, premier Francji (ur. 1835)
- 1913 – Carl Hagenbeck, niemiecki treser, właściciel cyrków (ur. 1844)
- 1915:
  - Bronisław Herman, polski podporucznik Legionów Polskich (ur. 1894)
  - Bronisław Ziemiński, polski okulista (ur. 1860)
- 1916:
  - Thomas Jonathan Burrill, amerykański botanik, wykładowca akademicki (ur. 1839)
  - Josef Krihl, czeski duchowny katolicki, historyk, kronikarz, pedagog (ur. 1847)
- 1917:
  - Hartmuth Baldamus, niemiecki pilot wojskowy, as myśliwski (ur. 1891)
  - Józef Witkowski, polski inżynier, kartograf (ur. 1855)
  - Ludwik Zamenhof, polski okulista, twórca języka esperanto, poliglota pochodzenia żydowskiego (ur. 1859)
- 1918 – William J. Stone, amerykański prawnik, polityk (ur. 1848)
- 1920:
  - Moriz Benedikt, austriacki neurolog, wykładowca akademicki (ur. 1835)
  - Teodor Jeske-Choiński, polski historyk, pisarz, publicysta (ur. 1854)
- 1922 – Cap Anson, amerykański baseballista (ur. 1852)
- 1923 – Ludwik Gieryng, polski muzyk kościelny, dyrygent, pedagog (ur. ?)
- 1924:
  - Roland Napoleon Bonaparte, francuski książę, geograf (ur. 1858)
  - Louis Henry Sullivan, amerykański architekt (ur. 1856)
- 1925:
  - Antoni Feliks Mikulski, polski psychiatra, wykładowca akademicki (ur. 1872)
  - (lub 15 kwietnia) John Singer Sargent, amerykański malarz (ur. 1856)
- 1926 – Gottfried Merzbacher, niemiecki podróżnik, alpinista (ur. 1843)
- 1927 – Marian Cynarski, polski sędzia, polityk, prezydent Łodzi (ur. 1880)
- 1928:
  - Harrie Meyers, holenderski kolarz torowy (ur. 1879)
  - Albert Olszewski Von Herbulis, amerykański architekt pochodzenia polsko-węgierskiego (ur. 1860)
- 1929 – Karol Hryniewiecki, polski duchowny katolicki, biskup wileński, polityk, poseł na Sejm Litwy Środkowej (ur. 1841)
- 1930 – Władimir Majakowski, rosyjski poeta, dramaturg (ur. 1893)
- 1935 – Emmy Noether, niemiecka matematyk, fizyk (ur. 1882)
- 1938:
  - Gillis Grafström, szwedzki łyżwiarz figurowy (ur. 1893)
  - Michał Kmietowicz, polski szachista, działacz szachowy (ur. 1908)
  - Władimir Narbut, rosyjski poeta pochodzenia ukraińskiego (ur. 1888)
- 1939 – Aleksiej Nikitin, rosyjski prawnik, polityk (ur. 1876)
- 1941 – Tef Curani, albański ekonomista, polityk (ur. 1865)
- 1942:
  - Gerhard Berthold, niemiecki generał major (ur. 1891)
  - Gösta Hallberg-Cuula, szwedzki działacz faszystowski (ur. 1912)
  - Peeter Karu, estoński strzelec sportowy (ur. 1909)
  - Antoni Wczelik, polski major pilot (ur. 1906)
- 1943:
  - Jakow Dżugaszwili, gruziński wojskowy, syn Józefa Stalina (ur. 1907)
  - Ernst Linder, szwedzki i fiński generał (ur. 1868)
- 1944:
  - Paul Bourrillon, francuski kolarz torowy (ur. 1877)
  - Nikołaj Watutin, radziecki generał (ur. 1901)
- 1945:
  - Fejzi Alizoti, albański polityk (ur. 1874)
  - Theodore W. Hukriede, amerykański polityk (ur. 1878)
  - Jakub Juszczyk, polski rzeźbiarz (ur. 1893)
  - Hilmi Leka, albański prawnik, polityk (ur. 1912)
  - Aqif Përmeti, albański generał, polityk (ur. 1884)
  - Maurice Sachs, francuski pisarz pochodzenia żydowskiego (ur. 1906)
  - Terenc Toçi, albański prawnik, dziennikarz, działacz narodowy (ur. 1880)
  - Beqir Valteri, albański prawnik, polityk (ur. 1890)
- 1947 – Lucien Botovasoa, madagaskarski tercjarz franciszkański, męczennik, błogosławiony (ur. 1908)
- 1948 – Jean Chastanié, francuski lekkoatleta, długodystansowiec (ur. 1875)
- 1949 – Wasyl Sydor, ukraiński pułkownik, zastępca komendanta głównego UPA (ur. 1910)
- 1950 – Ramana Maharishi, indyjski mistyk, guru, święty hinduizmu pochodzenia tamilskiego (ur. 1879)
- 1951:
  - Ernest Bevin, brytyjski związkowiec, polityk (ur. 1881)
  - Al Christie, kanadyjski reżyser, scenarzysta i producent filmowy (ur. 1881)
  - (lub 13 kwietnia) Mieczysław Dziemieszkiewicz, polski żołnierz NSZ i NZW, uczestnik podziemia antykomunistycznego,(ur. 1925)
- 1953 – Frederick Laurence Green, brytyjski pisarz (ur. 1902)
- 1954:
  - Michaił Awiłow, rosyjski malarz, grafik (ur. 1882)
  - Zygmunt Rysiewicz, polski językoznawca, indolog, wykładowca akademicki (ur. 1911)
- 1955 – Ad Wolgast, amerykański bokser (ur. 1888)
- 1956:
  - Joseph Clark, amerykański tenisista (ur. 1886)
  - Franz Federschmidt, amerykański wioślarz (ur. 1894)
  - Christian Rub, amerykański aktor pochodzenia niemieckiego (ur. 1886)
  - Stanisław Tatarkiewicz, polski samorządowiec, burmistrz Aleksandrowa Kujawskiego (ur. 1883)
- 1957 – Edward Francis, amerykański bakteriolog (ur. 1872)
- 1961:
  - Jan Ruszkowski, polski entomolog, wykładowca akademicki (ur. 1889)
  - Harry Ryan, brytyjski kolarz torowy (ur. 1893)
- 1962:
  - Franciszek Adamanis, polski farmaceuta (ur. 1900)
  - Iuliu Baratky, rumuński piłkarz, trener pochodzenia węgierskiego (ur. 1910)
- 1964:
  - Tatiana Afanasjewa-Ehrenfest, holenderska fizyk, matematyk pochodzenia rosyjskiego (ur. 1876)
  - Rachel Carson, amerykańska biolog, pisarka (ur. 1907)
- 1965:
  - Richard Hickock, amerykański morderca (ur. 1931)
  - Perry Smith, amerykański morderca (ur. 1928)
  - Aleksandra Zagórska, polska podpułkownik, żołnierka Legionów Polskich, organizatorka i komendantka Ochotniczej Legii Kobiet (ur. 1884)
- 1966:
  - George Andrew Lundberg, amerykański socjolog, wykładowca akademicki (ur. 1895)
  - Niels Otto Møller, duński żeglarz sportowy (ur. 1897)
- 1967 – Stanisław Bretsznajder, polski chemik, wykładowca akademicki (ur. 1907)
- 1969 – Bronisław Półturzycki, polski generał dywizji (ur. 1894)
- 1970:
  - Willy Johannmeyer, niemiecki major (ur. 1915)
  - David Mountbatten, brytyjski arystokrata, wojskowy (ur. 1919)
- 1972 – Franz Magill, niemiecki instruktor jeździectwa, działacz i funkcjonariusz i zbrodniarz nazistowski (ur. 1900)
- 1973:
  - Henri Fauconnier, francuski pisarz (ur. 1879)
  - Károly Kerényi, węgierski filolog klasyczny, wykładowca akademicki pochodzenia niemieckiego (ur. 1897)
  - Oliver MacDonald, amerykański lekkoatleta, sprinter (ur. 1904)
  - Kurt Urbanek, niemiecki polityk (ur. 1884)
- 1974 – Wacław Okulicz-Kozaryn, polski zapaśnik (ur. 1884)
- 1975:
  - Günter Oskar Dyhrenfurth, szwajcarski alpinista, geolog pochodzenia niemieckiego (ur. 1886)
  - Władysław Katuszewski, polski polityk, poseł na Sejm PRL (ur. 1911)
  - Fredric March, amerykański aktor (ur. 1897)
  - Józef Hieronim Poznański, polski podpułkownik kawalerii (ur. 1893)
  - Gérard Romsée, flamandzki działacz nacjonalistyczny (ur. 1901)
- 1978:
  - Joe Gordon, amerykański baseballista (ur. 1915)
  - Mauk Weber, holenderski piłkarz (ur. 1914)
- 1979 – Billy James Pettis, amerykański matematyk, wykładowca akademicki (ur. 1913)
- 1980 – Gianni Rodari, włoski autor literatury dziecięcej (ur. 1920)
- 1981:
  - Sergio Amidei, włoski scenarzysta filmowy (ur. 1904)
  - Christian Darnton, brytyjski pianista, kompozytor (ur. 1905)
  - Ivan Galamian, amerykański skrzypek, pedagog pochodzenia ormiańskiego (ur. 1903)
  - Jan Mucharski, polski architekt, grafik, plakacista (ur. 1900)
  - Jerzy Samujłło, polski architekt, urbanista, wykładowca akademicki (ur. 1932)
- 1982 – Serafin (Gaczkowski), rosyjski biskup prawosławny (ur. 1925)
- 1983:
  - Pete Farndon, brytyjski basista, członek zespołu The Pretenders (ur. 1952)
  - Elisabeth Lutyens, brytyjska kompozytorka (ur. 1906)
  - Achille Peretti, francuski prawnik, samorządowiec, polityk (ur. 1911)
- 1984:
  - Thorold Dickinson, brytyjski reżyser filmowy (ur. 1903)
  - Eugen Geiwitz, niemiecki szpadzista (ur. 1901)
  - Anders Haugen, amerykański skoczek i biegacz narciarski, kombinator norweski pochodzenia norweskiego (ur. 1888)
- 1985:
  - Diko Dikow, bułgarski generał, polityk (ur. 1910)
  - Eryk Tatuś, polski piłkarz (ur. 1914)
- 1986:
  - Simone de Beauvoir, francuska pisarka (ur. 1908)
  - Stanisław Helsztyński, polski anglista, historyk literatury, wykładowca akademicki, pisarz (ur. 1891)
  - Jan Olimpiusz Kamiński, polski pułkownik artylerii (ur. 1893)
- 1987:
  - Władimir Cybulko, radziecki polityk (ur. 1924)
  - Witold Hołówko, polski psychiatra (ur. 1919)
  - Karl Höller, niemiecki kompozytor (ur. 1907)
  - Feliks Rajczak, polski poeta, satyryk, edytor, działacz kulturalny (ur. 1938)
- 1988:
  - Daniel Guérin, francuski anarchista, komunista, trockista, pisarz (ur. 1904)
  - Camilla Ravera, włoska polityk komunistyczna, działaczka na rzecz praw kobiet (ur. 1889)
  - Waleria Żarnoch, polska artystka ludowa (ur. 1908)
- 1989:
  - Aleksander Chistowski, polski bokser (ur. 1912)
  - Franciszek Znaniecki, polski duchowny katolicki, filozof, historyk (ur. 1918)
- 1990:
  - Georges Finet, francuski duchowny katolicki, rekolekcjonista (ur. 1898)
  - Alv Kjøs, norweski pułkownik, polityk (ur. 1894)
  - Jan Król, polski piłkarz, trener (ur. 1933)
- 1991:
  - Lionello Levi Sandri, włoski polityk (ur. 1910)
  - Siemion Wasiagin, radziecki generał armii (ur. 1910)
- 1992 – Ronnie Bucknum, amerykański kierowca wyścigowy (ur. 1936)
- 1993 – Władimir Borisienko, radziecki pułkownik (ur. 1912)
- 1994:
  - Kazimierz Dźwig, polski malarz emigracyjny (ur. 1923)
  - Bernt Engelmann, niemiecki pisarz (ur. 1921)
- 1995:
  - Burl Ives, amerykański aktor, wokalista folkowy (ur. 1909)
  - Andrzej Szymanowski, polski lekarz, polityk, senator RP (ur. 1938)
- 1996:
  - Stig Andersson, szwedzki zapaśnik (ur. 1910)
  - James Sargent Russell, amerykański admirał (ur. 1903)
  - Andrzej Sowiński, polski radiotechnik, elektronik, wykładowca akademicki (ur. 1922)
  - Helena Stankiewicz, polska działaczka społeczna, pisarka (ur. 1904)
- 1997:
  - Gerda Christian, niemiecka urzędniczka (ur. 1913)
  - Walter Willard Taylor, amerykański antropolog i archeolog (ur. 1913)
- 1998:
  - Bohdan Ciszewski, polski metaloznawca, wykładowca akademicki (ur. 1922)
  - Jerzy Sagan, polski aktor (ur. 1928)
- 1999:
  - Ellen Corby, amerykańska aktorka (ur. 1911)
  - Anthony Newley, brytyjski piosenkarz, kompozytor, aktor (ur. 1931)
- 2000 – Phil Katz, amerykański informatyk (ur. 1962)
- 2001:
  - Maurice Doublet, francuski prawnik, urzędnik państwowy, polityk, eurodeputowany (ur. 1914)
  - Tadeusz Jastrzębowski, polski aktor, prezes ZASP (ur. 1920)
  - Hiroshi Teshigahara, japoński reżyser filmowy (ur. 1927)
- 2002 – Buck Baker, amerykański kierowca wyścigowy (ur. 1919)
- 2003:
  - Pierre Blondiaux, francuski wioślarz (ur. 1922)
  - Lubow Mała, ukraińska internistka, wykładowczyni akademicka (ur. 1919)
  - Jyrki Otila, fiński menedżer, ekonomista, polityk, eurodeputowany (ur. 1941)
  - Glenn Savan, amerykański pisarz (ur. 1953)
- 2004:
  - Ivy Granstrom, kanadyjska pływaczka, biegaczka (ur. 1904)
  - Harry Holt, amerykański twórca filmów animowanych (ur. 1911)
  - Wolf-Arno Kropat, niemiecki historyk, archiwista (ur. 1932)
  - Argeo Quadri, włoski dyrygent (ur. 1911)
- 2005:
  - Saunders Mac Lane, amerykański matematyk, wykładowca akademicki (ur. 1909)
  - Apolinary Nosalski, polski pisarz, działacz społeczny, pedagog (ur. 1930)
  - Tadeusz Wowkonowicz, polski biegacz narciarski, działacz sportowy (ur. 1912)
- 2006:
  - Mahmut Bakalli, kosowski politolog, socjolog, wykładowca akademicki, polityk (ur. 1936)
  - Marcin Stosik, polski malarz, rysownik (ur. 1968)
- 2007:
  - Ladislav Adamec, czeski polityk komunistyczny, premier Czechosłowacji (ur. 1926)
  - Maria Biernacka, polska etnograf (ur. 1917)
  - Stanisława Gierek, polska pierwsza dama (ur. 1918)
- 2008:
  - Jerzy Feiner, polski architekt, urbanista, konserwator zabytków, fotograf, pedagog (ur. 1933)
  - Ollie Johnston, amerykański animator (ur. 1912)
  - István Kemény, węgierski socjolog, wykładowca akademicki (ur. 1925)
  - Zbigniew Schwarzer, polski wioślarz (ur. 1928)
- 2009:
  - Miłka Antoszczyszyn, polska inżynier, wykładowczyni akademicka (ur. 1934)
  - Stanisław Cejrowski, polski animator i działacz jazzowy (ur. 1939)
  - Maurice Druon, francuski pisarz, polityk (ur. 1918)
  - Peter Rogers, brytyjski producent filmowy (ur. 1914)
  - Bronisław Weryński, polski inżynier budownictwa, wykładowca akademicki (ur. 1931)
- 2010:
  - Tom Ellis, brytyjski menedżer, inżynier górnictwa, polityk (ur. 1924)
  - Józefa Kruszka, polska polityk, poseł na Sejm PRL (ur. 1923)
  - Ryszard Ksieniewicz, polski lekkoatleta, wieloboista (ur. 1933)
  - Alice Miller, szwajcarska psycholog (ur. 1923)
  - Moungounga Nkombo Nguila, kongijski polityk (ur. 1940)
  - Chiquinho Pastor, brazylijski piłkarz (ur. 1946)
  - Peter Steele, amerykański wokalista, członek zespołu Type O Negative (ur. 1962)
  - Gerhard Zemann, austriacki aktor (ur. 1940)
- 2011:
  - Trevor Bannister, brytyjski aktor (ur. 1934)
  - Walter Breuning, amerykański superstulatek (ur. 1896)
  - Patrick Cullinan, południowoafrykański poeta, prozaik (ur. 1932)
  - William Lipscomb, amerykański chemik, wykładowca akademicki, laureat Nagrody Nobla (ur. 1919)
- 2012:
  - Piermario Morosini, włoski piłkarz (ur. 1986)
  - Zdzisława Stebnicka, polska entomolog, taksonom, wykładowczyni akademicka (ur. 1932)
- 2013:
  - Colin Davis, brytyjski dyrygent, klarnecista (ur. 1927)
  - Jaime Duque Correa, kolumbijski duchowny katolicki, biskup El Banco (ur. 1943)
  - Andrzej Garlicki, polski historyk, wykładowca akademicki, publicysta (ur. 1935)
  - A.S.A. Harrison, kanadyjska pisarka, artystka (ur. 1948)
  - Stanisław Hurenko, ukraiński i radziecki polityk (ur. 1936)
  - Rentarō Mikuni, japoński aktor, reżyser filmowy (ur. 1923)
  - Anatol Ulman, polski prozaik, poeta, autor utworów scenicznych, dziennikarz, krytyk literacki, nauczyciel (ur. 1931)
  - Alberto Valdés Ramos, meksykański jeździec sportowy (ur. 1919)
  - Barbara Willke, amerykańska działaczka pro-life (ur. 1923)
  - Charlie Wilson, amerykański polityk (ur. 1943)
- 2014:
  - Armando Peraza, kubański perkusista (ur. 1924)
  - Davorin Savnik, słoweński architekt, projektant wzorów przemysłowych (ur. 1929)
  - Pierre Thiolon, francuski koszykarz (ur. 1927)
- 2015:
  - Klaus Bednarz, niemiecki dziennikarz (ur. 1942)
  - Percy Sledge, amerykański muzyk, piosenkarz (ur. 1940)
  - Peter Steinacker, niemiecki duchowny i teolog protestancki (ur. 1943)
  - Roberto Tucci, włoski kardynał, jezuita, dziennikarz (ur. 1921)
- 2016:
  - Malick Sidibé, malijski fotograf (ur. 1935 lub 36)
  - Józef Walczak, polski piłkarz, trener (ur. 1931)
- 2017:
  - Hein-Direck Neu, niemiecki lekkoatleta, dyskobol (ur. 1944)
  - Aleksander Ogłoblin, polski lekkoatleta, płotkarz, działacz sportowy (ur. 1926)
- 2018:
  - Isabella Biagini, włoska aktorka, tancerka (ur. 1943)
  - Daedra Charles, amerykańska koszykarka, trenerka, komentatorka sportowa (ur. 1968)
  - Hal Greer, amerykański koszykarz (ur. 1936)
  - Włodzimierz Walczak, polski działacz partyjny i państwowy (ur. 1931)
- 2019:
  - Bibi Andersson, szwedzka aktorka (ur. 1935)
  - Mirjana Marković, serbska socjolog, polityk, pierwsza dama (ur. 1942)
  - Jacek Namieśnik, polski chemik, wykładowca akademicki (ur. 1949)
  - Gene Wolfe, amerykański pisarz science fiction i fantasy (ur. 1931)
- 2020:
  - Miguel Ángel D’Annibale, argentyński duchowny katolicki, biskup San Martín (ur. 1959)
  - Aldo di Cillo Pagotto, brazylijski duchowny katolicki, arcybiskup Paraíby (ur. 1949)
  - Jerzy Główczewski, polski major pilot, architekt (ur. 1922)
  - Janusz Wasylkowski, polski pisarz, publicysta (ur. 1933)
- 2021:
  - Yıldırım Akbulut, turecki prawnik, polityk, przewodniczący Wielkiego Zgromadzenia Narodowego, premier Turcji (ur. 1935)
  - Jakub Kloc-Konkołowicz, polski filozof, wykładowca akademicki (ur. 1975)
  - Michel Louvain, kanadyjski piosenkarz (ur. 1937)
  - Bernard Madoff, amerykański finansista, przestępca, twórca piramidy finansowej (ur. 1938)
  - Oleg Marusiew, rosyjski aktor, reżyser, filozof, wykładowca akademicki (ur. 1944)
  - Marcelo Angiolo Melani, włoski duchowny katolicki, biskup Neuquén (ur. 1938)
  - Tati Penna, chilijska piosenkarka, dziennikarka i osobowość telewizyjna (ur. 1960)
  - Ewa Wawrzoń, polska aktorka (ur. 1937)
- 2022:
  - Anna Dynowska, polska prawnik, polityk, poseł na Sejm kontraktowy (ur. 1956)
  - Ilkka Kanerva, fiński polityk (ur. 1948)
  - Wojciech Kopczyński, polski fizyk teoretyk, kosmolog, wykładowca akademicki (ur. 1946)
  - Joseph Pathalil, indyjski duchowny katolicki, biskup Udaipuru (ur. 1937)
  - Józef Soja, polski pułkownik dyplomowany saperów (ur. 1937)
  - Waldemar Winkiel, polski działacz społeczny, polityk, poseł na Sejm PRL (ur. 1926)
- 2023:
  - Emmanuel Ebiede, nigeryjski piłkarz (ur. 1978)
  - Peter Lin Jiashan, chiński duchowny katolicki, arcybiskup Fuzhou (ur. 1936)
  - Murray Melvin, brytyjski aktor (ur. 1932)
- 2024:
  - Crandell Addington, amerykański przedsiębiorca, pokerzysta (ur. 1938)
  - Emmanuel Ebiede, nigeryjski piłkarz (ur. 1978)
  - Stanisław Panteluk, ukraiński dziennikarz pochodzenia polskiego (ur. 1945)
  - Jan Skuratowicz, polski historyk sztuki, wykładowca akademicki, samorządowiec (ur. 1946)
  - Luciano Sušanj, chorwacki lekkoatleta, średniodystansowiec, trener, działacz sportowy, polityk (ur. 1948)
- 2025:
  - Abdullah Ahmad Badawi, malezyjski polityk, minister spraw wewnętrznych, minister spraw zagranicznych, premier Malezji (ur. 1939)
  - Filip David, serbski pisarz, eseista, scenarzysta (ur. 1940)
  - Bartłomiej Kozera, polski filozof, profesor nauk humanistycznych, nauczyciel akademicki (ur. 1945)
  - Alexander Ruttkay, słowacki archeolog, historyk (ur. 1941)
  - Piotr Turzyński, polski duchowny katolicki, biskup pomocniczy radomski (ur. 1964)
  - Andrzej Walewski, polski inżynier, urzędnik państwowy, główny inspektor ochrony środowiska (ur. 1944)